# AFC Ajax in het seizoen 2014/15 (mannen)
Tijdens het seizoen 2014/2015 kwam AFC Ajax uit in de Nederlandse Eredivisie.
AFC Ajax was de huidige landskampioen en was daardoor automatisch geplaatst voor de groepsfase van de UEFA Champions League 2014/15. Het officiële seizoen werd geopend op 3 augustus 2014 met een wedstrijd om de Johan Cruijff Schaal 2014 tegen PEC Zwolle.

## Wedstrijdverslagen

### Vriendschappelijk
| |                                                                            |                        | | |
| zaterdag 28 juni 2014, 14:00 uur | SDC Putten                                                                 | 1 – 13 (0 – 5) Verslag | AFC Ajax | Aanvoerder AFC Ajax : Siem de Jong, Kolbeinn Sigþórsson |
| Sportpark Puttereng, Putten 4.000 toeschouwers Scheidsrechter: Gerrit Fikkert Vriendschappelijk | Sedan Ozan 83'                                                             |                        | '11 Nick Viergever '32 Lucas Andersen '39 Sheraldo Becker '41 Arkadiusz Milik '42 Siem de Jong '48 Anwar El Ghazi '50 Damon Mirani '51 Anwar El Ghazi '59 Abdel Malek El Hasnaoui '78 Ruben Ligeon '81 Anwar El Ghazi '85 Kolbeinn Sigþórsson '87 Tobias Sana | Opstelling AFC Ajax Eerste Helft: Vermeer; Van Rhijn, Tete, Viergever, Boilesen; De Jong, Bazoer, Andersen; Becker, Milik, Kishna Opstelling AFC Ajax Tweede Helft: Leeuwenburgh; Ligeon, Mirani, Riedewald, Dijks; Sana, Sporkslede, El Hasnaoui; El Ghazi, Živković, Sigþórsson Toegepaste Wissels AFC Ajax: '46 Vermeer Leeuwenburgh '46 Van Rhijn Ligeon '46 Tete Mirani '46 Viergever Riedewald '46 Boilesen Dijks '46 Bazoer Sporkslede '46 Andersen El Hasnaoui '46 De Jong Sana '46 Becker El Ghazi '46 Milik Živković '46 Kishna Sigþórsson |
| Bijzonderheden: - Nick Viergever, Arkadiusz Milik, Richairo Živković, Anwar El Ghazi en Damon Mirani maakten allen hun officieus debuut voor AFC Ajax. - Kolbeinn Sigþórsson nam in de tweede helft de aanvoerdersband over van Siem de Jong. |                                                                            |                        | | |
| |                                                                            |                        | | |
| zaterdag 5 juli 2014, 15.00 uur | Wacker Innsbruck                                                           | 1 – 5 (1 – 4) Verslag  | AFC Ajax | Aanvoerder AFC Ajax : Niklas Moisander, Stefano Denswil |
| Silberstadt Arena, Schwaz Vriendschappelijk | Thomas Hirschhofer 5'                                                      |                        | '2 Ruben Ligeon '7 Davy Klaassen '13 Lerin Duarte '31 Arkadiusz Milik '46 Richairo Živković | Opstelling AFC Ajax Eerste Helft: Vermeer; Ligeon, Van der Hoorn, Moisander, Boilesen; Klaassen, Viergever, Duarte; Schöne, Milik, Kishna Opstelling AFC Ajax Tweede Helft: Leeuwenburgh; Tete, Riedewald, Denswil, Dijks; Andersen, Bazoer, Serero; De Sa, Živković, Sana Toegepaste wissels AFC Ajax: '46 Vermeer Leeuwenburgh '46 Ligeon Tete '46 Van der Hoorn Riedewald '46 Moisander Denswil '46 Boilesen Dijks '46 Viergever Bazoer '46 Duarte Serero '46 Klaassen Andersen '46 Schöne De Sa '46 Milik Živković '46 Kishna Sana               |
| Bijzonderheden: - Met deze wedstrijd sloot Ajax het trainingskamp in Oostenrijk af. - Stefano Denswil nam in de tweede helft de aanvoerdersband over van Niklas Moisander.                                                                    |                                                                            |                        | | |
| |                                                                            |                        | | |
| zaterdag 12 juli 2014, 14.30 uur | AFC Ajax                                                                   | 2 – 2 (1 – 1) Verslag  | Aalborg BK | Aanvoerder AFC Ajax : Niklas Moisander, Bas Kuipers |
| Sportpark Middelmors, Rijnsburg Vriendschappelijk | Lasse Schöne 38' Danny Bakker 76'                                          |                        | '22 Thomas Enevoldsen '84 (p) Nicklas Helenius Jensen | Basisopstelling AFC Ajax: Vermeer; Ligeon, Van der Hoorn, Moisander, Boilesen; Klaassen, Viergever, Andersen; Schöne, Milik, Kishna Opstelling AFC Ajax 60e minuut: Vermeer; Owusu, Boccara, Van Bruggen, Kuipers; Vissie, Warmerdam, Bakker; Becker, Menig, Sana Toegepaste wissels AFC Ajax: '46 Boilesen Sana '60 Ligeon Owusu '60 Van der Hoorn Boccara '60 Moisander Van Bruggen '60 Viergever Kuipers '60 Klaassen Warmerdam '60 Andersen Vissie '60 Schöne Bakker '60 Milik Menig '60 Kishna Becker                                           |
| Bijzonderheden: |                                                                            |                        | | |
| |                                                                            |                        | | |
| zaterdag 19 juli 2014, 11:00 uur | Achilles '29                                                               | 1 – 2 (0 – 1) Verslag  | AFC Ajax | Aanvoerder AFC Ajax : Niklas Moisander |
| Sportpark De Stockakker, De Lutte Vriendschappelijk | Thijs Hendriks 75'                                                         |                        | '7 Lesly de Sa '72 Tobias Sana | Basisopstelling AFC Ajax: Alblas; Tete, Moisander, Riedewald, Boilesen; Bazoer, Andersen, Serero; De Sa, Živković, Sigthórsson Reservebank AFC Ajax: Mous, Owusu, Van Bruggen, Van Koesveld, Vissie, El Ghazi, Bakker, Menig, Warmerdam, Becker, Sana Toegepaste wissels AFC Ajax: '46 Sigthórsson Sana '76 Tete Owusu '76 Moisander Vissie '76 Riedewald Van Bruggen '76 Boilesen Van Koesveld '76 Bazoer Warmerdam '76 Andersen Bakker '76 Serero Becker '76 De Sa Menig '76 Živković El Ghazi                                                     |
| Bijzonderheden: - Norbert Alblas en Robert van Koesveld maakten beiden hun officieus debuut voor AFC Ajax. |                                                                            |                        | | |
| |                                                                            |                        | | |
| zaterdag 19 juli 2014, 14:30 uur | AFC Ajax                                                                   | 3 – 1 (1 – 1) Verslag  | Real Sociedad | Aanvoerder AFC Ajax : Davy Klaassen, Damian van Bruggen |
| De Boshoek, Hardenberg Vriendschappelijk | Arkadiusz Milik 14' Iñigo Martínez ( e.d. ) 75' Anwar El Ghazi 90+3'       |                        | '10 Alfreð Finnbogason | Basisopstelling AFC Ajax: Leeuwenburgh; Ligeon, Van der Hoorn, Denswil, Dijks; Viergever, Klaassen, Duarte; Schöne, Milik, Kishna Reservebank AFC Ajax: Mous, Owusu, Boccara, Van Bruggen, Van Koesveld, Vissie, El Ghazi, Bakker, Menig, Warmerdam, Becker, Sana Toegepaste wissels AFC Ajax: '76 Ligeon Owusu '76 Van der Hoorn Vissie '76 Denswil Van Bruggen '76 Dijks Van Koesveld '76 Viergever Warmerdam '76 Klaassen Bakker '76 Duarte Sana '76 Schöne El Ghazi '76 Milik Menig '76 Kishna Becker                                            |
| Bijzonderheden: Met deze wedstrijd sloot Ajax het trainingskamp in De Lutte af. |                                                                            |                        | | |
| |                                                                            |                        | | |
| zaterdag 26 juli 2014, 17:00 uur | Jong Benfica                                                               | 4 – 3 (1 – 1) Verslag  | AFC Ajax | Aanvoerder AFC Ajax : Stefano Denswil |
| Vriendschappelijk | Rui Fonte 16' Kevin Friesenbichler 74' Gonçalo Guedes 75' Helder Costa 86' |                        | '12 Richairo Živković '54 Anwar El Ghazi '59 Anwar El Ghazi | Basisopstelling AFC Ajax: Leeuwenburgh; Tete, Riedewald, Denswil, Dijks; Sana, Bazoer, Duarte; Becker, Živković, Sigthórsson Reservebank AFC Ajax: Alblas, Van Bruggen, Bakker, Menig, El Ghazi Toegepaste wissels AFC Ajax: '46 Becker El Ghazi '63 Bazoer Bakker '77 Sigthórsson Menig |
| Bijzonderheden: |                                                                            |                        | | |
| |                                                                            |                        | | |
| zaterdag 26 juli 2014, 20:45 uur | Benfica                                                                    | 0 – 1 (0 – 1) Verslag  | AFC Ajax | Aanvoerder AFC Ajax : Niklas Moisander |
| Estádio da Luz, Lissabon 25.240 toeschouwers Eusebio Cup | Francesco Jara (pen.) 84'                                                  |                        | '41 Ricardo Kishna | Basisopstelling AFC Ajax: Vermeer; Ligeon, Van der Hoorn, Moisander, Boilesen; Klaassen, Viergever, Andersen; Schöne, Milik, Kishna Reservebank AFC Ajax: Alblas, Van Bruggen, Bakker, Menig, Becker Toegepaste wissels AFC Ajax: '88 Kishna Becker |
| Bijzonderheden: - AFC Ajax won door deze overwinning de Eusebio Cup. |                                                                            |                        | | |
| |                                                                            |                        | | |
| zaterdag 10 januari 2015, 15:30 uur | AFC Ajax                                                                   | 2 – 0 (0 – 0) Verslag  | Schalke 04 | Aanvoerder AFC Ajax : Niklas Moisander |
| Doha Vriendschappelijk | Arkadiusz Milik 64' Anwar El Ghazi 90+2'                                   |                        | | Basisopstelling AFC Ajax: Cillessen; Van Rhijn, Veltman, Moisander, Riedewald; Klaassen, Serero, Andersen; Schöne, Milik, Kishna Reservebank AFC Ajax: Boer, Tete, Ligeon, Van der Hoorn, Viergever, Bazoer, Menig, El Ghazi, Sigthórsson, Živković Toegepaste wissels AFC Ajax: '15 Veltman Van der Hoorn '46 Riedewald Viergever '65 Kishna El Ghazi '77 Milik Sigthórsson '80 Andersen Bazoer |
| Bijzonderheden: Met deze wedstrijd sloot Ajax het trainingskamp in Qatar af. |                                                                            |                        | | |

### Johan Cruijff Schaal 2014
| |                                                                            |                       |                        | |
| zondag 3 augustus 2014, 18.00 uur | PEC Zwolle                                                                 | 1 – 0 (0 – 0) Verslag | AFC Ajax               | Aanvoerder AFC Ajax : Niklas Moisander |
| Amsterdam ArenA, Amsterdam 42.000 toeschouwers Scheidsrechter: Danny Makkelie Lijnrechter: Dave Goossens Lijnrechter: Bas van Dongen Vierde Official: Mario Diks Johan Cruijff Schaal 2014 | Bram van Polen 51' Ben Rienstra 54' Stefan Nijland 55' Bart van Hintum 83' |                       | '45+1 Niklas Moisander | Basisopstelling AFC Ajax: Vermeer; Ligeon, Van der Hoorn, Moisander, Boilesen; Klaassen, Viergever, Andersen; Schöne, Milik, Kishna Reservebank AFC Ajax: Leeuwenburgh, Tete, Denswil, Duarte, Serero, El Ghazi, Sigþórsson Toegepaste wissels AFC Ajax: '39 Viergever Serero '59 Kishna El Ghazi '82 Milik Sigþórsson |
| Bijzonderheden: - Nick Viergever, Arkadiusz Milik en Anwar El Ghazi maakten allen hun officiële debuut voor AFC Ajax.                                                                      |                                                                            |                       |                        | |

### KNVB beker

#### Tweede ronde
| |                     |                       | | |
| 24 september 2014, 18:30 uur | JOS Watergraafsmeer | 0 – 9 (0 – 3) Verslag | AFC Ajax | Aanvoerder AFC Ajax : Davy Klaassen, Stefano Denswil |
| Olympisch Stadion, Amsterdam 5.000 toeschouwers Scheidsrechter: Serdar Gözübüyük Lijnrechter: Dave Goossens Lijnrechter: Richard Brondijk Vierde Official: Ingmar Oostrom KNVB Beker Tweede Ronde |                     |                       | '22 Arkadiusz Milik '24 Lucas Andersen '26 Arkadiusz Milik '62 Arkadiusz Milik '64 Ricardo Kishna '72 Queensy Menig '82 Arkadiusz Milik '87 Arkadiusz Milik '88 Arkadiusz Milik | Basisopstelling AFC Ajax: Boer; Van Rhijn, Van der Hoorn, Denswil, Viergever; Klaassen, Riedewald, Duarte; Kishna, Milik, Andersen Reservebank AFC Ajax: Leeuwenburgh, Boilesen, Ligeon, Zimling, Serero, El Ghazi, Menig Toegepaste wissels AFC Ajax: '46 Klaassen Menig '58 Van Rhijn Ligeon '66 Riedewald Serero |
| Bijzonderheden: - Deze wedstrijd werd gespeeld in het Olympisch Stadion in Amsterdam. - Diederik Boer en Queensy Menig maakten beiden hun officiële debuut voor AFC Ajax. - Queensy Menig maakte zijn eerste officiële doelpunt voor AFC Ajax. - Door deze overwinning plaatste Ajax zich voor de derde ronde van de KNVB Beker. |                     |                       | | |

#### Derde ronde
| |                  |               |                                                                                       | |
| 28 oktober 2014, 18:30 uur | SV Urk           | 0 – 4 (0 – 3) | AFC Ajax                                                                              | Aanvoerder AFC Ajax : Davy Klaassen, Stefano Denswil |
| Sportpark de Vormt, Urk 4.500 toeschouwers Scheidsrechter: Edwin van de Graaf Lijnrechter: Peter Janson Lijnrechter: Richard Brondijk Vierde official: Freek van Herk KNVB Beker Derde Ronde | '36 Klaas Kramer |               | '34 Lerin Duarte '37 (pen.) Arkadiusz Milik '40 Arkadiusz Milik '86 Richairo Živković | Basisopstelling AFC Ajax: Boer; Ligeon, Van der Hoorn, Denswil, Viergever; Klaassen, Bazoer, Duarte; Menig, Milik, Kishna Reservebank AFC Ajax: Alblas, Van Rhijn, Veltman, Schöne, El Ghazi, Živković Toegepaste wissels AFC Ajax: '46 Milik Živković '67 Klaassen El Ghazi |
| Bijzonderheden: - Als gevolg van de ongeregeldheden tijdens de KNVB beker-finale in het vorig seizoen heeft de KNVB besloten dat Ajax naar dit duel geen uitsupporters mag meenemen. - Riechedly Bazoer en Richairo Živković maakten beiden hun officiële debuut voor AFC Ajax. - Richairo Živković maakte zijn eerste officiële doelpunt voor AFC Ajax. - Door deze overwinning plaatste Ajax zich voor de achtste finale van de KNVB Beker. |                  |               |                                                                                       | |

#### Achtste finale
| |          |               | | |
| 18 december 2014, 20:45 uur | AFC Ajax | 0 – 4 (0 – 2) | Vitesse                                                                                                 | Aanvoerder AFC Ajax : Davy Klaassen |
| Amsterdam ArenA, Amsterdam 35.835 toeschouwers Scheidsrechter: Bas Nijhuis Lijnrechter: Angelo Boonman Lijnrechter: Nicky Siebert Vierde official: Jeroen Sanders KNVB Beker Achtste finale |          |               | '22 Bertrand Traoré '45+1 Zakaria Labyad '57 Bertrand Traoré '60 Valeri Kazaisjvili '68 Rochdi Achenteh | Basisopstelling AFC Ajax: Boer; Van Rhijn, Veltman, Denswil, Viergever; Klaassen, Riedewald, Serero; El Ghazi, Milik, Kishna Reservebank AFC Ajax: Cillessen, Van der Hoorn, Ligeon, Moisander, Andersen, Schöne, Živković Toegepaste wissels AFC Ajax: '58 Viergever Andersen '76 Van Rhijn Ligeon |
| Bijzonderheden: - Door deze nederlaag is AFC Ajax uitgeschakeld in de KNVB Beker. |          |               | | |

### UEFA Champions League 2014/2015
- De loting voor de groepsfase vond plaats op 28 augustus 2014 in Monaco.
- Ajax was bij de loting ingedeeld in pot 3.
- Ajax werd ingeloot in groep F, met FC Barcelona (Spanje), Paris Saint-Germain (Frankrijk) en Apoel Nicosia (Cyprus).

#### Groepsfase
| |                                                                                           |                       | | |
| 17 september 2014, 20.45 uur | AFC Ajax                                                                                  | 1 – 1 (0 – 1) Verslag | Paris Saint-Germain                                                                                      | Aanvoerder AFC Ajax : Niklas Moisander |
| Amsterdam ArenA, Amsterdam 50.430 toeschouwers Scheidsrechter: Wolfgang Stark Lijnrechter: Mike Pickel Lijnrechter: Thorsten Schiffner Vierde Official: Mark Borsch Doellijnrechter: Manuel Gräffe Doellijnrechter: Marco Fritz Groepsfase UEFA Champions League Wedstrijddag 1                         | Davy Klaassen '30 Joël Veltman '56 Anwar El Ghazi '68 Thulani Serero '69 Lasse Schöne '74 |                       | '14 Edinson Cavani '72 Marquinhos                                                                        | Basisopstelling AFC Ajax: Cillessen; van Rhijn, Veltman, Moisander, Boilesen; Klaassen, Viergever, Serero; Schöne, Sigthórsson, Andersen Reservebank AFC Ajax: Boer, Denswil, Duarte, van der Hoorn, El Ghazi, Milik, Zimling Toegepaste wissels AFC Ajax: '46 Viergever Zimling '61 Sigthórsson El Ghazi '82 Schöne Milik |
| Bijzonderheden: |                                                                                           |                       | | |
| |                                                                                           |                       | | |
| 30 september 2014, 20.45 uur | APOEL Nicosia                                                                             | 1 – 1 (1 – 1) Verslag | AFC Ajax                                                                                                 | Aanvoerder AFC Ajax : Niklas Moisander |
| New GSP Stadium, Nicosia 17.190 toeschouwers Scheidsrechter: Milorad Mažić Lijnrechter: Milovan Ristić Lijnrechter: Dalibor Djurdjević Vierde Official: Dejan Petrović Doellijnrechter: Danilo Grujic Doellijnrechter: Dejan Filipovic Groepsfase UEFA Champions League Wedstrijddag 2                  | Gustavo Manduca (pen.) '30 João Guilherme '81 Efstathios Aloneftis '89                    |                       | '28 Lucas Andersen '36 Niklas Moisander '48 Nick Viergever '56 Jasper Cillessen '90 Kolbeinn Sigthórsson | Basisopstelling AFC Ajax: Cillessen; van Rhijn, Veltman, Moisander, Boilesen; Klaassen, Viergever, Serero; Schöne, Sigthórsson, Andersen Reservebank AFC Ajax: Boer, Denswil, Duarte, Zimling, El Ghazi, Milik, Kishna Toegepaste wissels AFC Ajax: '74 Andersen Kishna '74 Schöne El Ghazi                                |
| Bijzonderheden: - Lucas Andersen scoorde zijn eerste doelpunt in Europees verband voor Ajax. |                                                                                           |                       | | |
| |                                                                                           |                       | | |
| 21 oktober 2014, 20.45 uur | FC Barcelona                                                                              | 3 – 1 (2 – 0) Verslag | AFC Ajax                                                                                                 | Aanvoerder AFC Ajax : Niklas Moisander |
| Camp Nou, Barcelona 79.357 toeschouwers Scheidsrechter: William Collum Lijnrechter: Damien McGraith Lijnrechter: Graham Chambers Vierde Official: Stuart Stevenson Doellijnrechter: Bobby Madden Doellijnrechter: John Beaton Groepsfase UEFA Champions League Wedstrijddag 3                           | Neymar '7 Lionel Messi '21 Pedro '80 Sandro Ramírez '90+4                                 |                       | '32 Joël Veltman '69 Ricardo van Rhijn '88 Anwar El Ghazi '90 Jaïro Riedewald                            | Basisopstelling AFC Ajax: Cillessen; van Rhijn, Veltman, Moisander, Viergever; Andersen, Zimling, Klaassen; Schöne, Sigthórsson, Kishna Reservebank AFC Ajax: Boer, Denswil, Riedewald, Duarte, Menig, El Ghazi, Milik Toegepaste wissels AFC Ajax: '46 Kishna Milik '56 Zimling Riedewald '73 Sigthórsson El Ghazi        |
| Bijzonderheden: - Anwar El Ghazi scoorde zijn eerste doelpunt in Europees verband voor Ajax. |                                                                                           |                       | | |
| |                                                                                           |                       | | |
| 5 november 2014, 20.45 uur | AFC Ajax                                                                                  | 0 – 2 (0 – 1) Verslag | FC Barcelona                                                                                             | Aanvoerder AFC Ajax : Niklas Moisander |
| Amsterdam ArenA, Amsterdam 52.117 toeschouwers Scheidsrechter: Pedro Proença Lijnrechter: Bertino Miranda Lijnrechter: Tiago Trigo Vierde Official: Paulo Soares Doellijnrechter: Manuel De Sousa Doellijnrechter: João Capela Groepsfase UEFA Champions League Wedstrijddag 4                          | Anwar El Ghazi '9 Joël Veltman '34 Niklas Moisander '40 Joël Veltman '71                  |                       | '8 Javier Mascherano '36 Lionel Messi '42 Jordi Alba '45 Dani Alves '76 Lionel Messi                     | Basisopstelling AFC Ajax: Cillessen; van Rhijn, Veltman, Moisander, Boilesen; Klaassen, Serero, Andersen; El Ghazi, Sigthórsson, Schöne Reservebank AFC Ajax: Boer, Denswil, Riedewald, Viergever, Zimling, Kishna, Milik Toegepaste wissels AFC Ajax: '62 Sigthórsson Milik '72 Andersen Riedewald '80 Serero Denswil     |
| Bijzonderheden: - Door deze nederlaag is plaatsing voor de UEFA Europa League het maximaal haalbare voor Ajax. |                                                                                           |                       | | |
| |                                                                                           |                       | | |
| 25 november 2014, 20.45 uur | Paris Saint-Germain                                                                       | 3 – 1 (1 – 0)         | AFC Ajax                                                                                                 | Aanvoerder AFC Ajax : Nicolai Boilesen, Davy Klaassen |
| Parc des Princes, Parijs 46.130 toeschouwers Scheidsrechter: Matej Jug Lijnrechter: Matej Žunič Lijnrechter: Bojan Ul Vierde Official: Manuel Vidali Groepsfase UEFA Champions League Wedstrijddag 5 | Edinson Cavani '33 Zlatan Ibrahimović '38 Zlatan Ibrahimović '78 Edinson Cavani '83       |                       | '18 Davy Klaassen '67 Davy Klaassen                                                                      | Basisopstelling AFC Ajax: Cillessen; van Rhijn, Van der Hoorn, Denswil, Boilesen; Klaassen, Serero, Andersen; Schöne, Milik, Kishna Reservebank AFC Ajax: Boer, Moisander, Riedewald, Viergever, Zimling, El Ghazi, Sigthórsson Toegepaste wissels AFC Ajax: '10 Boilesen Viergever '69 Serero Zimling                     |
| Bijzonderheden: - Nicolai Boilesen moest na tien minuten het veld noodgedwongen verlaten na een tackle op zijn knie. |                                                                                           |                       | | |
| |                                                                                           |                       | | |
| 10 december 2014, 20.45 uur | AFC Ajax                                                                                  | 4 – 0 (1 – 0)         | APOEL Nicosia                                                                                            | Aanvoerder AFC Ajax : Niklas Moisander |
| Amsterdam ArenA, Amsterdam 51.796 toeschouwers Scheidsrechter: Carlos Velasco Carballo Lijnrechter: Roberto Alonso Lijnrechter: Juan Yuste Vierde Official: Angel Nevado Rodriguez Doellijnrechter: Carlos Del Cerro Doellijnrechter: Jesús Gil Manzano Groepsfase UEFA Champions League Wedstrijddag 6 | Lasse Schöne (pen.) '45 Lasse Schöne '50 Davy Klaassen '53 Arkadiusz Milik '74            |                       | '45 Marios Antoniades '47 Vinícius                                                                       | Basisopstelling AFC Ajax: Cillessen; van Rhijn, Veltman, Moisander, Viergever; Klaassen, Serero, Andersen; Schöne, Milik, Kishna Reservebank AFC Ajax: Boer, Van der Hoorn, Denswil, Riedewald, Bazoer, El Ghazi, Živković Toegepaste wissels AFC Ajax: '68 Andersen Riedewald '75 Schöne El Ghazi '85 Milik Živković      |
| Bijzonderheden: - Richairo Živković maakte zijn officiële debuut in Europa voor AFC Ajax in de UEFA Champions League. - Door deze overwinning eindigde Ajax als derde in de poule. Hiermee werd de volgende ronde van UEFA Europa League behaald.                                                       |                                                                                           |                       | | |

##### Eindstand poule F – UEFA Champions League 2014/2015
| #  | Club                | GS | W | G | V | DV | DT | DS  | P  |
| -- | ------------------- | -- | - | - | - | -- | -- | --- | -- |
| 1. | FC Barcelona        | 6  | 5 | 0 | 1 | 15 | 5  | +10 | 15 |
| 2. | Paris Saint-Germain | 6  | 4 | 1 | 1 | 10 | 7  | +3  | 13 |
| 3. | AFC Ajax            | 6  | 1 | 2 | 3 | 8  | 10 | −2  | 5  |
| 4. | APOEL Nicosia       | 6  | 0 | 1 | 5 | 1  | 12 | −11 | 1  |

| Legenda kleuren in de tabellen                                 |
| -------------------------------------------------------------- |
| Groepswinnaars en nummers twee gaan door naar de tweede ronde. |
| Nummers 3 gaan door naar de tweede ronde van de Europa League. |
| Uitgeschakeld                                                  |

### UEFA Europa League 2014/15

#### Laatste 32
- De loting voor de laatste 32 vond plaats op 15 december 2014 in Nyon, Zwitserland.

| |                                                                                     |               |                                                            | |
| donderdag 19 februari 2015, 21.05 uur | AFC Ajax                                                                            | 1 – 0 (1 – 0) | Legia Warschau                                             | Aanvoerder AFC Ajax : Nicolai Boilesen |
| Amsterdam ArenA, Amsterdam 46.761 toeschouwers Scheidsrechter: Jonas Eriksson Lijnrechter: Mathias Klasenius Lijnrechter: Daniel Wärnmark Vierde official: Daniel Gustavsson Doellijnrechter: Stefan Johannesson Doellijnrechter: Markus Strömbergsson Laatste 32 UEFA Europa League Heenwedstrijd | Arkadiusz Milik '34 Riechedly Bazoer '45                                            |               | '36 Tomasz Jodłowiec '90+1 Ivica Vrdoljak                  | Basisopstelling AFC Ajax: Cillessen; van Rhijn, Van der Hoorn, Viergever, Boilesen; Klaassen, Serero, Bazoer; El Ghazi, Milik, Kishna Reservebank AFC Ajax: Boer, Tete, Moisander, Riedewald, Sinkgraven, Schöne, Živković Toegepaste wissels AFC Ajax: '72 Serero Riedewald '74 Schöne Kishna '82 Klaassen Sinkgraven           |
| Bijzonderheden: |                                                                                     |               |                                                            | |
| |                                                                                     |               |                                                            | |
| donderdag 26 februari 2015, 19.00 uur | Legia Warschau                                                                      | 0 – 3 (0 – 3) | AFC Ajax                                                   | Aanvoerder AFC Ajax : Nicolai Boilesen |
| Wojska Polskiegostadion, Warschau 20 toeschouwers Scheidsrechter: David Fernández Borbalán Lijnrechter: Raúl Cabanero Martínez Lijnrechter: Roberto Alonso Vierde official: Teodoro Sobrino Doellijnrechter: Carlos Gómez Doellijnrechter: Jesús Gil Manzano Laatste 32 UEFA Europa League Return  | Ivica Vrdoljak '18 Guilherme '21 Orlando Sá '24 Micha Żyro '39 Jakub Rzezniczak '63 |               | '11 Arkadiusz Milik '13 Nick Viergever '43 Arkadiusz Milik | Basisopstelling AFC Ajax: Cillessen; van Rhijn, Veltman, Viergever, Boilesen; Klaassen, Serero, Bazoer; El Ghazi, Milik, Kishna Reservebank AFC Ajax: Boer, Van der Hoorn, Moisander, Riedewald, Sinkgraven, Schöne, Andersen Toegepaste wissels AFC Ajax: '46 Klaassen Sinkgraven '72 Veltman Van der Hoorn '79 Kishna Andersen |
| Bijzonderheden: - Wegens een straf van Legia Warschau die het kreeg van de UEFA werd deze wedstrijd afgewerkt in een leeg stadion. - Door deze overwinning plaatste Ajax zich voor de achtste finale van de Europa League.                                                                         |                                                                                     |               |                                                            | |

#### Achtste finale
- De loting voor de achtste finale vond plaats op 27 februari 2015 in Nyon, Zwitserland.

| |                                                                                                 |                    |                                                                                            | |
| donderdag 12 maart 2015, 19.00 uur | Dnipro Dnipropetrovsk                                                                           | 1 – 0 (1 – 0)      | AFC Ajax                                                                                   | Aanvoerder AFC Ajax : Nicolai Boilesen |
| NSK Olimpiejsky, Kiev 10.581 toeschouwers Scheidsrechter: Ivan Bebek Lijnrechter: Tomislav Petrović Lijnrechter: Miro Grgić Vierde official: Dalibor Conjar Doellijnrechter: Domagoj Vučkov Doellijnrechter: Goran Gabrilo Achtste finale UEFA Europa League Heenwedstrijd | Roman Zozoelja '30 Artem Fedetskyi '48 Roeslan Rotan '51 Roman Zozoelja '88 Evgeniy Shakhov '89 |                    | '23 Nicolai Boilesen '50 Riechedly Bazoer                                                  | Basisopstelling AFC Ajax: Cillessen; van Rhijn, Veltman, Viergever, Boilesen; Bazoer, Klaassen, Serero; El Ghazi, Milik, Schöne Reservebank AFC Ajax: Boer, Van der Hoorn, Moisander, Sinkgraven, Andersen, Kishna, Živković Toegepaste wissels AFC Ajax: '60 Serero Sinkgraven '61 Schöne Kishna '77 Milik Živković                   |
| Bijzonderheden: - Door de conflicten in Oekraïne werd deze wedstrijd in Kiev gespeeld. |                                                                                                 |                    |                                                                                            | |
| |                                                                                                 |                    |                                                                                            | |
| donderdag 19 maart 2015, 21.05 uur | AFC Ajax                                                                                        | 2 – 1 (nv) (0 – 0) | Dnipro Dnipropetrovsk                                                                      | Aanvoerder AFC Ajax : Nicolai Boilesen, Davy Klaassen |
| Amsterdam ArenA, Amsterdam - toeschouwers Scheidsrechter: Aleksei Kulbakov Lijnrechter: Dmitri Zhuk Lijnrechter: Vitali Malyutin Vierde official: Oleg Maslyanko Doellijnrechter: Sergei Tsinkevich Doellijnrechter: Denis Scherbakov Achtste finale UEFA Europa League Return | Riechedly Bazoer '60 Ricardo Kishna '70 Mike van der Hoorn '117 Mike van der Hoorn '120+4       |                    | '21 Léo Matos '80 Roman Bezoes '87 Evgeniy Shakhov '97 Jevhen Konopljanka '120 Denis Boyko | Basisopstelling AFC Ajax: Cillessen; van Rhijn, Veltman, Viergever, Boilesen; Bazoer, Klaassen, Sinkgraven; El Ghazi, Milik, Kishna Reservebank AFC Ajax: Boer, Van der Hoorn, Moisander, Riedewald, Serero, Schöne, Sigthórsson Toegepaste wissels AFC Ajax: '79 Kishna Sigthórsson '87 Sinkgraven Serero '100 Boilesen Van der Hoorn |
| Bijzonderheden: - Kolbeinn Sigthórsson speelde zijn 100ste wedstrijd voor Ajax. Hij is daarmee de 154ste speler die deze mijlpaal bereikte voor de club. - Riechedly Bazoer scoorde zijn eerste doelpunt in de UEFA Europa League. - Na afloop van de wedstrijd kreeg Mike van der Hoorn een rode kaart. - Door de nederlaag over twee wedstrijden gezien is Ajax definitief uitgeschakeld voor verder Europees voetbal dit seizoen. |                                                                                                 |                    |                                                                                            | |

### Nederlandse Eredivisie 2014/2015
| | |               | | |
| Zondag 10 augustus 2014, 14:30 uur | AFC Ajax | 4 – 1 (1 – 0) | Vitesse | Aanvoerder AFC Ajax : Niklas Moisander |
| Amsterdam ArenA, Amsterdam 48.494 toeschouwers Scheidsrechter: Pol van Boekel Lijnrechter: Rob van de Ven Lijnrechter: Peter Janson Vierde official: Tom Koekoek Eredivisie Speelronde 1 | Nick Viergever 40' Ruben Ligeon '43 Lasse Schöne 48' Mike van der Hoorn 62' Mike van der Hoorn '82 Lasse Schöne 87'      |               | '47 Wallace '84 Marko Vejinović | Basisopstelling AFC Ajax: Vermeer; Ligeon, van der Hoorn, Moisander, Boilesen; Klaassen, Viergever, Serero; Schöne, Milik, Kishna Reservebank AFC Ajax: Cillessen, Blind, Sigthórsson, El Ghazi, Veltman, Andersen, Denswil Toegepaste Wissels AFC Ajax: '59 Milik Blind '70 Kishna El Ghazi '80 Klaassen Sigthórsson                 |
| Bijzonderheden: - Anwar El Ghazi maakt zijn officiële debuut in de eredivisie | |               | | |
| | |               | | |
| Zondag 17 augustus 2014, 12:30 uur | AZ | 1 – 3 (0 – 1) | AFC Ajax | Aanvoerder AFC Ajax : Niklas Moisander |
| AFAS Stadion, Alkmaar 16.011 toeschouwers Scheidsrechter: Kevin Blom Lijnrechter: Patrick Langkamp Lijnrechter: Bas van Dongen Vierde official: Edwin van de Graaf Eredivisie Speelronde 2 | Berghuis '50 Jan Wuytens '75 Guus Hupperts '90+3 Jeffrey Gouweleeuw '90+4                                                |               | '15 Davy Klaassen '37 Kolbeinn Sigthórsson '69 Lasse Schöne '90 Anwar El Ghazi '90+4 Niklas Moisander                                                                | Basisopstelling AFC Ajax: Cillessen; Ligeon, van der Hoorn, Moisander, Boilesen; Klaassen, Viergever, Blind; Schöne, Sigthórsson, Kishna Reservebank AFC Ajax: Vermeer, Serero,Tete, El Ghazi, Riedewald, Andersen, Milik Toegepaste Wissels AFC Ajax: '46 Kishna El Ghazi '77 Blind Serero                                           |
| Bijzonderheden: | |               | | |
| | |               | | |
| Zondag 24 augustus 2014, 16:45 uur | AFC Ajax | 1 – 3 (1 – 0) | PSV | Aanvoerder AFC Ajax : Niklas Moisander |
| Amsterdam ArenA, Amsterdam 51.513 toeschouwers Scheidsrechter: Björn Kuipers Lijnrechter: Sander van Roekel Lijnrechter: Erwin Zeinstra Vierde official: Reinold Wiedemeijer Eredivisie Speelronde 3 | Anwar El Ghazi '16 |               | '12 Karim Rekik '52 Memphis Depay '61 Memphis Depay '63 Luciano Narsingh '86 Florian Jozefzoon                                                                       | Basisopstelling AFC Ajax: Cillessen; van Rhijn, Veltman, Moisander, Boilesen; Klaassen, Viergever, Blind; Schöne, Sigthórsson, El Ghazi Reservebank AFC Ajax: Vermeer, Ligeon, Serero, Andersen, van der Hoorn, Kishna, Milik Toegepaste Wissels AFC Ajax: '50 El Ghazi Andersen '66 Boilesen Ligeon '70 van Rhijn Serero             |
| Bijzonderheden: | |               | | |
| | |               | | |
| Zondag 31 augustus 2014, 14:30 uur | FC Groningen | 2 – 0 (0 – 0) | AFC Ajax | Aanvoerder AFC Ajax : Niklas Moisander |
| Euroborg, Groningen 21.740 toeschouwers Scheidsrechter: Bas Nijhuis Lijnrechter: Rob van de Ven Lijnrechter: Charles Schaap Vierde official: Siemen Mulder Eredivisie Speelronde 4 | Eric Botteghin '48 Michael de Leeuw '87                                                                                  |               | '36 Nicolai Boilesen | Basisopstelling AFC Ajax: Cillessen; van Rhijn, Veltman, Moisander, Boilesen; Serero, Viergever, Klaassen; El Ghazi, Sigthórsson, Schöne Reservebank AFC Ajax: Vermeer, van der Hoorn, Kishna, Duarte, Ligeon, Andersen, Milik Toegepaste Wissels AFC Ajax: '72 SchöneKishna '81 SereroDuarte '81 Moisandervan der Hoorn              |
| Bijzonderheden: | |               | | |
| | |               | | |
| Zaterdag 13 september 2014, 18:30 uur | AFC Ajax | 2 – 1 (2 – 0) | Heracles Almelo | Aanvoerder AFC Ajax : Niklas Moisander |
| Amsterdam ArenA, Amsterdam 47.408 toeschouwers Scheidsrechter: Richard Liesveld Lijnrechter: Hans Olde Olthof Lijnrechter: Peter Janson Vierde official: Jeroen Manschot Eredivisie Speelronde 5 | Arkadiusz Milik '1 Arkadiusz Milik '45+1 Arkadiusz Milik '73 Lerin Duarte '90+3                                          |               | '86 Wout Weghorst '87 Mike te Wierik | Basisopstelling AFC Ajax: Cillessen; van Rhijn, Veltman, Moisander, Boilesen; Klaassen, Viergever, Serero; El Ghazi, Milik, Schöne Reservebank AFC Ajax: Boer, Zimling, Duarte, Andersen, van der Hoorn, Sigthórsson, Ligeon Toegepaste Wissels AFC Ajax: '61 Boilesen Zimling '62 Schöne Andersen '75 Klaassen Duarte                |
| Bijzonderheden: | |               | | |
| | |               | | |
| Zondag 21 september 2014, 14:30 uur | Feyenoord | 0 – 1 (0 – 1) | AFC Ajax | Aanvoerder AFC Ajax : Niklas Moisander |
| Stadion Feijenoord, Rotterdam 47.000 toeschouwers Scheidsrechter: Kevin Blom Lijnrechter: Patrick Langkamp Lijnrechter: Bas van Dongen Vierde official: Tom van Sichem Eredivisie Speelronde 6 | |               | '5 Ricardo van Rhijn '73 Nick Viergever | Basisopstelling AFC Ajax: Cillessen; van Rhijn, Veltman, Moisander, Boilesen; Klaassen, Zimling, Serero; El Ghazi, Sigthórsson, Andersen Reservebank AFC Ajax: Boer, Denswil, Milik, van der Hoorn, Kishna, Duarte, Viergever Toegepaste Wissels AFC Ajax: '61 Andersen Duarte '71 Zimling Viergever '84 El Ghazi Kishna              |
| Bijzonderheden: - Ajax wist deze wedstrijd voor het eerst dit seizoen de nul te houden. | |               | | |
| | |               | | |
| Zaterdag 27 september 2014, 18:30 uur | NAC Breda | 2 – 5 (0 – 3) | AFC Ajax | Aanvoerder AFC Ajax : Niklas Moisander |
| Rat Verlegh Stadion, Breda 18.900 toeschouwers Scheidsrechter:Reinold Wiedemeijer Lijnrechter: Barry Simons Lijnrechter: Jan de Vries Vierde official: Edwin van de Graaf Eredivisie Speelronde 7 | Rémy Amieux '53 Joeri de Kamps '55 Stipe Perica '60 Stipe Perica '76                                                     |               | '27 Ricardo van Rhijn '29 Kolbeinn Sigthórsson '38 Kolbeinn Sigthórsson '56 (pen.) Kolbeinn Sigthórsson '60 Lucas Andersen '65 Joël Veltman '89 Kolbeinn Sigthórsson | Basisopstelling AFC Ajax: Cillessen; van Rhijn, Veltman, Moisander, Boilesen; Klaassen, Viergever, Serero; El Ghazi, Sigthórsson, Andersen Reservebank AFC Ajax: Boer, Denswil, van der Hoorn, Zimling, Duarte, Kishna, Milik Toegepaste Wissels AFC Ajax: '62 Andersen Kishna '77 El Ghazi Milik                                     |
| Bijzonderheden: | |               | | |
| | |               | | |
| Zondag 5 oktober 2014, 16:45 uur | AFC Ajax | 0 – 0 (0 – 0) | PEC Zwolle | Aanvoerder AFC Ajax : Niklas Moisander |
| Amsterdam ArenA, Amsterdam 46.000 toeschouwers Scheidsrechter: Bas Nijhuis Lijnrechter: Rob van de Ven Lijnrechter: Charles Schaap Vierde official: Jeroen Sanders Eredivisie Speelronde 8 | Ryan Thomas '32 Ben Rienstra '35                                                                                         |               | '40 Niki Zimling '70 Davy Klaassen | Basisopstelling AFC Ajax: Cillessen; van Rhijn, Veltman, Moisander, Boilesen; Klaassen, Zimling, Serero; Schöne, Sigthórsson, Andersen Reservebank AFC Ajax: Boer, Ligeon, Tete, Viergever, El Ghazi, Kishna, Milik Toegepaste Wissels AFC Ajax: '46 Boilesen Kishna '46 Zimling Viergever '69 Schöne El Ghazi                        |
| Bijzonderheden: | |               | | |
| | |               | | |
| Zaterdag 18 oktober 2014, 20:45 uur | FC Twente | 1 – 1 (1 – 0) | AFC Ajax | Aanvoerder AFC Ajax : Niklas Moisander |
| De Grolsch Veste, Enschede 30.000 toeschouwers Scheidsrechter: Pol van Boekel Lijnrechter: Bas van Dongen Lijnrechter: Rob van de Ven Vierde official: Ed Janssen Eredivisie Speelronde 9 | Jesus Corona '17 Luc Castaignos '56                                                                                      |               | '56 Joël Veltman '71 Kolbeinn Sigthórsson | Basisopstelling AFC Ajax: Cillessen; van Rhijn, Veltman, Moisander, Viergever; Klaassen, Serero, Andersen; Schöne, Sigthórsson, Kishna Reservebank AFC Ajax: Boer, Denswil, Riedewald, Zimling, El Ghazi, Menig, Milik Toegepaste Wissels AFC Ajax: '72 Sigthórsson Milik '72 Kishna El Ghazi '80 Serero Zimling                      |
| Bijzonderheden: | |               | | |
| | |               | | |
| Zaterdag 25 oktober 2014, 20:45 uur | AFC Ajax | 3 – 1 (1 – 1) | Go Ahead Eagles | Aanvoerder AFC Ajax : Nicolai Boilesen |
| Amsterdam ArenA, Amsterdam 49.446 toeschouwers Scheidsrechter: Pieter Vink Lijnrechter: Nicky Siebert Lijnrechter: Roger Geutjes Vierde official: Siemen Mulder Eredivisie Speelronde 10 | Anwar El Ghazi '10 Arkadiusz Milik '55 Lasse Schöne '75                                                                  |               | '28 Fernando Lewis '86 Jop van der Linden | Basisopstelling AFC Ajax: Cillessen; van Rhijn, Veltman, Denswil, Boilesen; Klaassen, Riedewald, Andersen; El Ghazi, Milik, Schöne Reservebank AFC Ajax: Boer, Moisander, Viergever, Zimling, Duarte, Menig, Sigthórsson Toegepaste Wissels AFC Ajax: '77 Riedewald Duarte '77 El Ghazi Sigthórsson '84 Andersen Zimling              |
| Bijzonderheden: - Nicolai Boilesen was voor de eerste keer aanvoerder van AFC Ajax. | |               | | |
| | |               | | |
| Zaterdag 1 november 2014, 18:30 uur | AFC Ajax | 4 – 0 (1 – 0) | FC Dordrecht | Aanvoerder AFC Ajax : Niklas Moisander |
| Amsterdam ArenA, Amsterdam 50.760 toeschouwers Scheidsrechter: Ed Janssen Lijnrechter: Arie Brink Lijnrechter: Mark Strijker Vierde official: Richard Martens Eredivisie Speelronde 11 | Lasse Schöne '21 Lasse Schöne '65 Joël Veltman '69 Lucas Andersen '75                                                    |               | '8 Mart Lieder '16 Josimar Lima '18 Ilias Haddad '62 Josimar Lima '63 Funso Ojo                                                                                      | Basisopstelling AFC Ajax: Cillessen; van Rhijn, Veltman, Moisander, Boilesen; Klaassen, Riedewald, Andersen; El Ghazi, Sigthórsson, Schöne Reservebank AFC Ajax: Boer, Denswil, Viergever, Zimling, Serero, Kishna, Milik Toegepaste Wissels AFC Ajax: '46 Boilesen Viergever '63 Riedewald Serero '74 El Ghazi Kishna                |
| Bijzonderheden: | |               | | |
| | |               | | |
| Zondag 9 november 2014, 12:30 uur | SC Cambuur | 2 – 4 (1 – 2) | AFC Ajax | Aanvoerder AFC Ajax : Niklas Moisander |
| Cambuurstadion, Leeuwarden 10.000 toeschouwers Scheidsrechter: Danny Makkelie Lijnrechter: Hessel Steegstra Lijnrechter: Bas van Dongen Vierde official: Edwin Boot Eredivisie Speelronde 12 | Sebastian Steblecki '2 Bartholomew Ogbeche '42 Bartholomew Ogbeche (pen.) '90+4                                          |               | '19 Arkadiusz Milik '23 Davy Klaassen '60 Arkadiusz Milik '78 Anwar El Ghazi                                                                                         | Basisopstelling AFC Ajax: Cillessen; van Rhijn, Veltman, Moisander, Boilesen; Klaassen, Serero, Andersen; El Ghazi, Milik, Schöne Reservebank AFC Ajax: Boer, Van der Hoorn, Viergever, Riedewald, Zimling, Menig, Sigthórsson Toegepaste Wissels AFC Ajax: '63 Andersen Riedewald '75 Milik Sigthórsson '87 Klaassen Zimling         |
| Bijzonderheden: - Lasse Schöne speelde zijn 100ste officiële wedstrijd voor AFC Ajax. Hij is daarmee de 152ste speler die deze mijlpaal bereikte voor de club. - Scheidsrechter Danny Makkelie moest vlak voor tijd het veld verlaten vanwege een blessure. Zijn taken werden overgenomen door vierde official Edwin Boot. | |               | | |
| | |               | | |
| Zaterdag 22 november 2014, 20:45 uur | AFC Ajax | 4 – 1 (0 – 1) | sc Heerenveen | Aanvoerder AFC Ajax : Niklas Moisander |
| Amsterdam ArenA, Amsterdam 50.946 toeschouwers Scheidsrechter: Kevin Blom Lijnrechter: Angelo Boonman Lijnrechter: Mario Diks Vierde official: Jeroen Manschot Eredivisie Speelronde 13 | Daley Sinkgraven (ed.) '66 Anwar El Ghazi '72 Ricardo Kishna '73 Ricardo Kishna '74 Arkadiusz Milik (pen.) '84           |               | '18 Luciano Slagveer '32 Joey van den Berg '32 Luciano Slagveer '43 Luciano Slagveer '83 Kenneth Otigba                                                              | Basisopstelling AFC Ajax: Cillessen; van Rhijn, Veltman, Moisander, Boilesen; Klaassen, Serero, Andersen; El Ghazi, Milik, Schöne Reservebank AFC Ajax: Boer, Van der Hoorn, Viergever, Riedewald, Zimling, Kishna, Sigthórsson Toegepaste Wissels AFC Ajax: '63 Kishna Schöne '76 Riedewald Klaassen '82 Serero Sigthórsson          |
| Bijzonderheden: | |               | | |
| | |               | | |
| Zondag 30 november 2014, 12:30 uur | ADO Den Haag | 1 – 1 (0 – 1) | AFC Ajax | Aanvoerder AFC Ajax : Niklas Moisander, Davy Klaassen |
| Kyocera Stadion, Den Haag - toeschouwers Scheidsrechter: Serdar Gözübüyük Lijnrechter: Dave Goossens Lijnrechter: Hessel Steegstra Vierde official: Allard Lindhout Eredivisie Speelronde 14 | Michiel Kramer '21 Vito Wormgoor '44 Gianni Zuiverloon '80 Michiel Kramer '85 Gianni Zuiverloon '90+5 Kevin Jansen '90+5 |               | '8 Davy Klaassen '32 Davy Klaassen '90+5 Nick Viergever | Basisopstelling AFC Ajax: Cillessen; van Rhijn, Veltman, Moisander, Viergever; Klaassen, Serero, Andersen; Schöne, Milik, Kishna Reservebank AFC Ajax: Boer, Van der Hoorn, Denswil, Riedewald, Zimling, El Ghazi, Sigthórsson Toegepaste Wissels AFC Ajax: '72 Kishna Sigthórsson '83 Moisander Van der Hoorn '83 Andersen Riedewald |
| Bijzonderheden: | |               | | |
| | |               | | |
| Zaterdag 6 december 2014, 20:45 uur | AFC Ajax | 5 – 0 (4 – 0) | Willem II | Aanvoerder AFC Ajax : Niklas Moisander |
| Amsterdam ArenA, Amsterdam 50.455 toeschouwers Scheidsrechter: Björn Kuipers Lijnrechter: Sander van Roekel Lijnrechter: Erwin Zeinstra Vierde official: Richard Martens Eredivisie Speelronde 15 | Kolbeinn Sigthórsson '14 Arkadiusz Milik '27 Joël Veltman '31 Arkadiusz Milik '43 Davy Klaassen '57                      |               | '15 Ali Messaoud '35 Mitchell Dijks '44 Stijn Wuytens '83 Ricardo Ippel                                                                                              | Basisopstelling AFC Ajax: Cillessen; van Rhijn, Veltman, Moisander, Viergever; Klaassen, Serero, Andersen; Schöne, Sigthórsson, Kishna Reservebank AFC Ajax: Boer, Van der Hoorn, Denswil, Riedewald, Bazoer, Menig, Milik Toegepaste Wissels AFC Ajax: '18 Sigthórsson Milik '65 Andersen Bazoer '76 Kishna Menig                    |
| Bijzonderheden: - Kolbeinn Sigthórsson moest na achttien minuten het veld noodgedwongen verlaten met een enkelblessure. - Joël Veltman scoorde de 3000ste thuisgoal van Ajax in de Eredivisie - Riechedly Bazoer en Queensy Menig maakten beiden hun debuut in de Eredivisie.                                              | |               | | |
| | |               | | |
| Zondag 14 december 2014, 12:30 uur | AFC Ajax | 3 – 1 (2 – 1) | FC Utrecht | Aanvoerder AFC Ajax : Niklas Moisander |
| Amsterdam ArenA, Amsterdam 48.007 toeschouwers Scheidsrechter: Pol van Boekel Lijnrechter: Frank Jansen Lijnrechter: Peter Janson Vierde official: Allard Lindhout Eredivisie Speelronde 16 | Thulani Serero '16 Davy Klaassen '20 Anwar El Ghazi '65                                                                  |               | '35 Rubio Rubin '40 Tommy Oar '90 Willem Janssen | Basisopstelling AFC Ajax: Cillessen; van Rhijn, Veltman, Moisander, Viergever; Klaassen, Serero, Andersen; Schöne, Milik, Kishna Reservebank AFC Ajax: Boer, Van der Hoorn, Denswil, Riedewald, Bazoer, El Ghazi, Živković Toegepaste Wissels AFC Ajax: '64 Andersen Riedewald '64 Kishna El Ghazi '85 Milik Živković                 |
| Bijzonderheden: | |               | | |
| | |               | | |
| Zondag 21 december 2014, 14:30 uur | Excelsior | 0 – 2 (0 – 0) | AFC Ajax | Aanvoerder AFC Ajax : Niklas Moisander |
| Stadion Woudestein, Rotterdam 3.600 toeschouwers Scheidsrechter: Tom van Sichem Lijnrechter: Rob van de Ven Lijnrechter: Roger Geutjes Vierde official: Laurens Gerrets Eredivisie Speelronde 17 | Adil Auassar '35 |               | '75 Ricardo van Rhijn '83 Mike van der Hoorn '87 Thulani Serero '88 Richairo Živković                                                                                | Basisopstelling AFC Ajax: Cillessen; van Rhijn, Veltman, Moisander, Riedewald; Klaassen, Serero, Andersen; Schöne, Milik, Kishna Reservebank AFC Ajax: Boer, Van der Hoorn, Denswil, Ligeon, Viergever, El Ghazi, Živković Toegepaste Wissels AFC Ajax: '63 Milik Živković '63 Kishna El Ghazi '82 Andersen Van der Hoorn             |
| Bijzonderheden: | |               | | |
| | |               | | |
| Vrijdag 16 januari 2015, 20:00 uur | AFC Ajax | 2 – 0 (1 – 0) | FC Groningen | Aanvoerder AFC Ajax : Niklas Moisander |
| Amsterdam ArenA, Amsterdam 50.441 toeschouwers Scheidsrechter: Reinold Wiedemeijer Lijnrechter: Frank Jansen Lijnrechter: Mario Diks Vierde official: Jeroen Manschot Eredivisie Speelronde 18 | Ricardo Kishna '15 Johan Kappelhof (ed.) '90                                                                             |               | '81 Hans Hateboer | Basisopstelling AFC Ajax: Cillessen; van Rhijn, Van der Hoorn, Moisander, Riedewald; Klaassen, Serero, Andersen; Schöne, Milik, Kishna Reservebank AFC Ajax: Boer, Tete, Viergever, Zimling, Bazoer, El Ghazi, Sigthórsson Toegepaste Wissels AFC Ajax: '59 Viergever Riedewald '61 Klaassen Bazoer '81 Kishna El Ghazi               |
| Bijzonderheden: | |               | | |
| | |               | | |
| Zondag 25 januari 2015, 12:30 uur | AFC Ajax | 0 – 0 (0 – 0) | Feyenoord | Aanvoerder AFC Ajax : Niklas Moisander |
| Amsterdam ArenA, Amsterdam 52.472 toeschouwers Scheidsrechter: Bas Nijhuis Lijnrechter: Rob van de Ven Lijnrechter: Charles Schaap Vierde official: Serdar Gözübüyük Eredivisie Speelronde 19 | |               | '66 Terence Kongolo '72 Jean-Paul Boëtius | Basisopstelling AFC Ajax: Cillessen; van Rhijn, Van der Hoorn, Moisander, Boilesen; Bazoer, Serero, Andersen; Kishna, Milik, Schöne Reservebank AFC Ajax: Boer, Tete, Viergever, Zimling, Menig, El Ghazi, Sigthórsson Toegepaste Wissels AFC Ajax: '46 Milik Sigthórsson '65 Bazoer Zimling '81 Viergever Boilesen                   |
| Bijzonderheden: - Dit was de tweede klassieker in de historie waarin niet gescoord werd. | |               | | |
| | |               | | |
| Zondag 1 februari 2015, 14:30 uur | Vitesse | 1 – 0 (0 – 0) | AFC Ajax | Aanvoerder AFC Ajax : Niklas Moisander |
| GelreDome, Arnhem 20.384 toeschouwers Scheidsrechter: Pieter Vink Lijnrechter: Angelo Boonman Lijnrechter: Bas van Dongen Vierde official: Allard Lindhout Eredivisie Speelronde 20 | Kevin Diks '75 Uroš Đurđević '85                                                                                         |               | '57 Davy Klaassen '60 Arkadiusz Milik '90+1 Anwar El Ghazi | Basisopstelling AFC Ajax: Cillessen; van Rhijn, Van der Hoorn, Moisander, Boilesen; Klaassen, Riedewald, Andersen; El Ghazi, Milik, Schöne Reservebank AFC Ajax: Onana, Tete, Viergever, Zimling, Bazoer, Kishna, Živković Toegepaste Wissels AFC Ajax: '70 Riedewald Bazoer '80 Milik Živković '90+1 Andersen Zimling                |
| Bijzonderheden: | |               | | |
| | |               | | |
| Donderdag 5 februari 2015, 20:45 uur | AFC Ajax | 0 – 1 (0 – 0) | AZ | Aanvoerder AFC Ajax : Niklas Moisander, Nicolai Boilesen |
| Amsterdam ArenA, Amsterdam 47.724 toeschouwers Scheidsrechter: Pol van Boekel Lijnrechter: Dave Goossens Lijnrechter: Hessel Steegstra Vierde official: Ed Janssen Eredivisie Speelronde 21 | Niklas Moisander '61 |               | '43 Steven Berghuis '76 Aron Jóhannsson | Basisopstelling AFC Ajax: Cillessen; van Rhijn, Van der Hoorn, Moisander, Boilesen; Bazoer, Riedewald, Sinkgraven; El Ghazi, Schöne, Kishna Reservebank AFC Ajax: Onana, Tete, Viergever, Zimling, Andersen, Menig, Milik Toegepaste Wissels AFC Ajax: '67 Kishna Zimling '67 Bazoer Viergever '69 Riedewald Tete                     |
| Bijzonderheden: - Daley Sinkgraven en Kenny Tete maakten beiden hun officiële debuut voor Ajax. - Niklas Moisander speelde zijn 100ste wedstrijd voor Ajax. Hij is daarmee de 153ste speler die deze mijlpaal bereikte voor de club. - Frank de Boer coachte zijn 200ste wedstrijd als trainer van Ajax.                   | |               | | |
| | |               | | |
| Zondag 8 februari 2015, 14:30 uur | Go Ahead Eagles | 1 – 2 (0 – 1) | AFC Ajax | Aanvoerder AFC Ajax : Nicolai Boilesen, Nick Viergever |
| De Adelaarshorst, Deventer 8.004 toeschouwers Scheidsrechter: Björn Kuipers Lijnrechter: Sander van Roekel Lijnrechter: Erwin Zeinstra Vierde official: Edwin van de Graaf Eredivisie Speelronde 22 | Sander Duits '44 Glynor Plet '62 Sjoerd Overgoor '76                                                                     |               | '24 Anwar El Ghazi '51 Riechedly Bazoer '55 Nicolai Boilesen '88 (ed.) Wesley Verhoek '90+1 Daley Sinkgraven                                                         | Basisopstelling AFC Ajax: Cillessen; van Rhijn, Van der Hoorn, Viergever, Boilesen; Klaassen, Bazoer, Sinkgraven; El Ghazi, Schöne, Kishna Reservebank AFC Ajax: Onana, Veltman, Tete, Riedewald, Zimling, Menig, Milik Toegepaste Wissels AFC Ajax: '74 Klaassen Riedewald '81 Kishna Milik '87 Boilesen Menig                       |
| Bijzonderheden: | |               | | |
| | |               | | |
| Zondag 15 februari 2015, 16:45 uur | AFC Ajax | 4 – 2 (2 – 1) | FC Twente | Aanvoerder AFC Ajax : Niklas Moisander |
| Amsterdam ArenA, Amsterdam 49.874 toeschouwers Scheidsrechter: Serdar Gözübüyük Lijnrechter: Berry Simons Lijnrechter: Nicky Siebert Vierde official: Siemen Mulder Eredivisie Speelronde 23 | Nick Viergever '11 Riechedly Bazoer '15 Ricardo Kishna '68 Ricardo Kishna '75                                            |               | '6 Jesus Corona '39 Andreas Bjelland '50 Hakim Ziyech | Basisopstelling AFC Ajax: Cillessen; Tete, Veltman, Moisander, Viergever; Bazoer, Klaassen, Sinkgraven; El Ghazi, Schöne, Kishna Reservebank AFC Ajax: Onana, Van der Hoorn, Boilesen, Riedewald, Serero, Menig, Milik Toegepaste Wissels AFC Ajax: '26 Veltman Van der Hoorn '67 Schöne Milik '71 Klaassen Serero                    |
| Bijzonderheden: | |               | | |
| | |               | | |
| Zondag 22 februari 2015, 14:30 uur | Willem II | 1 – 1 (0 – 1) | AFC Ajax | Aanvoerder AFC Ajax : Niklas Moisander |
| Koning Willem II-stadion, Tilburg 14.500 toeschouwers Scheidsrechter: Kevin Blom Lijnrechter: Angelo Boonman Lijnrechter: Richard Polman Vierde official: Christiaan Bax Eredivisie Speelronde 24 | Ali Messaoud '52 |               | '35 Anwar El Ghazi '37 Arkadiusz Milik '57 Davy Klaassen '73 Nick Viergever '90+4 Arkadiusz Milik                                                                    | Basisopstelling AFC Ajax: Cillessen; Van Rhijn, Van der Hoorn, Moisander, Viergever; Bazoer, Klaassen, Sinkgraven; Schöne, Milik, El Ghazi Reservebank AFC Ajax: Boer, Tete, Boilesen, Andersen, Serero, Kishna, Živković Toegepaste Wissels AFC Ajax: '65 Bazoer Serero '76 Schöne Živković '79 Klaassen Andersen                    |
| Bijzonderheden: | |               | | |
| | |               | | |
| Zondag 1 maart 2015, 16:45 uur | PSV | 1 – 3 (0 – 1) | AFC Ajax | Aanvoerder AFC Ajax : Nicolai Boilesen |
| Philips Stadion, Eindhoven 35.000 toeschouwers Scheidsrechter: Danny Makkelie Lijnrechter: Patrick Langkamp Lijnrechter: Mario Diks Vierde official: Serdar Gözübüyük Eredivisie Speelronde 25 | Luuk de Jong '77 |               | '30 Ricardo Kishna '45+1 Nick Viergever '72 Anwar El Ghazi '83 Lasse Schöne '90+1 Anwar El Ghazi                                                                     | Basisopstelling AFC Ajax: Cillessen; Van Rhijn, Veltman, Viergever, Boilesen; Bazoer, Serero, Klaassen; El Ghazi, Milik, Kishna Reservebank AFC Ajax: Boer, Van der Hoorn, Moisander, Riedewald, Andersen, Sinkgraven, Schöne Toegepaste Wissels AFC Ajax: '57 Milik Schöne '66 Kishna Andersen '85 Serero Riedewald                  |
| Bijzonderheden: | |               | | |
| | |               | | |
| Zondag 8 maart 2015, 14:30 uur | AFC Ajax | 1 – 0 (0 – 0) | Excelsior | Aanvoerder AFC Ajax : Nicolai Boilesen |
| Amsterdam ArenA, Amsterdam 49.943 toeschouwers Scheidsrechter: Dennis Higler Lijnrechter: Hans Olde Olthof Lijnrechter: Joost van Zuilen Vierde official: Merlijn Gerritsen Eredivisie Speelronde 26 | Nick Viergever '59 Anwar El Ghazi '83                                                                                    |               | | Basisopstelling AFC Ajax: Cillessen; Van Rhijn, Veltman, Viergever, Boilesen; Bazoer, Serero, Klaassen; El Ghazi, Schöne, Kishna Reservebank AFC Ajax: Boer, Van der Hoorn, Tete, Riedewald, Andersen, Sinkgraven, Živković Toegepaste Wissels AFC Ajax: '60 Serero Sinkgraven '60 Schöne Živković '84 Kishna Andersen                |
| Bijzonderheden: | |               | | |
| | |               | | |
| Zondag 15 maart 2015, 14:30 uur | sc Heerenveen | 1 – 4 (1 – 3) | AFC Ajax | Aanvoerder AFC Ajax : Nicolai Boilesen, Davy Klaassen |
| Abe Lenstra Stadion, Heerenveen 27.224 toeschouwers Scheidsrechter: Bas Nijhuis Lijnrechter: Rob van de Ven Lijnrechter: Charles Schaap Vierde official: Allard Lindhout Eredivisie Speelronde 27 | Joël Veltman (ed.) '35 Joost van Aken '63 Patrick van Anholt '78 Henk Veerman '90+3                                      |               | '6 Arkadiusz Milik '11 Davy Klaassen '38 Joël Veltman '67 Arkadiusz Milik                                                                                            | Basisopstelling AFC Ajax: Cillessen; Van Rhijn, Veltman, Riedewald, Boilesen; Klaassen, Bazoer, Sinkgraven; El Ghazi, Milik, Andersen Reservebank AFC Ajax: Boer, Van der Hoorn, Moisander, Serero, Schöne, Menig, Živković Toegepaste Wissels AFC Ajax: '51 Boilesen Van der Hoorn '72 Andersen Menig '81 Milik Živković             |
| Bijzonderheden: | |               | | |
| | |               | | |
| Zondag 22 maart 2015, 12:30 uur | AFC Ajax | 1 – 0 (0 – 0) | ADO Den Haag | Aanvoerder AFC Ajax : Niklas Moisander |
| Amsterdam ArenA, Amsterdam 49.743 toeschouwers Scheidsrechter: Richard Liesveld Lijnrechter: Angelo Boonman Lijnrechter: Bas van Dongen Vierde official: Jeroen Manschot Eredivisie Speelronde 28 | Thulani Sereo '54 Xander Houtkoop (ed.) '80 Arkadiusz Milik '84                                                          |               | '31 Timothy Derijck '45 Oleksandr Jakovenko '80 Mike van Duinen | Basisopstelling AFC Ajax: Cillessen; Van Rhijn, Veltman, Moisander, Viergever; Klaassen, Serero, Andersen; Kishna, Sigþórsson, Schöne Reservebank AFC Ajax: Boer, Van der Hoorn, Riedewald, Bazoer, Van de Beek, El Ghazi, Milik Toegepaste Wissels AFC Ajax: '46 Viergever Riedewald '55 Kishna El Ghazi '76 Andersen Milik          |
| Bijzonderheden: | |               | | |
| | |               | | |
| Zondag 5 april 2015, 12:30 uur | FC Utrecht | 1 – 1 (0 – 0) | AFC Ajax | Aanvoerder AFC Ajax : Nicolai Boilesen |
| Stadion Galgenwaard, Utrecht 19.000 toeschouwers Scheidsrechter: Pol van Boekel Lijnrechter: Dave Goossens Lijnrechter: Peter Janson Vierde official: Jeroen Sanders Eredivisie Speelronde 29 | Mark Diemers '53 Gévero Markiet '85 Ramon Leeuwin '87                                                                    |               | '51 (ed.) Ramon Leeuwin '65 Riechedly Bazoer '79 Joël Veltman | Basisopstelling AFC Ajax: Cillessen; Van Rhijn, Veltman, Viergever, Boilesen; Bazoer, Serero, Klaassen; El Ghazi, Sigþórsson, Schöne Reservebank AFC Ajax: Boer, Van der Hoorn, Moisander, Riedewald, Andersen, Kishna, Živković Toegepaste Wissels AFC Ajax: '72 Sigþórsson Živković '73 Bazoer Riedewald '88 Schöne Kishna          |
| Bijzonderheden: | |               | | |
| | |               | | |
| Zaterdag 11 april 2015, 20:45 uur | Heracles Almelo | 0 – 2 (0 – 1) | AFC Ajax | Aanvoerder AFC Ajax : Nicolai Boilesen |
| Polman Stadion, Almelo 8.431 toeschouwers Scheidsrechter: Kevin Blom Lijnrechter: Jan de Vries Lijnrechter: Joost van Zuilen Vierde official: Edwin van de Graaf Eredivisie Speelronde 30 | |               | '45+2 Kolbeinn Sigþórsson '86 Lucas Andersen | Basisopstelling AFC Ajax: Cillessen; Van Rhijn, Veltman, Viergever, Boilesen; Bazoer, Klaassen, Sinkgraven; El Ghazi, Sigþórsson, Kishna Reservebank AFC Ajax: Boer, Van der Hoorn, Moisander, Riedewald, Serero, Andersen, Schöne Toegepaste Wissels AFC Ajax: '71 Sinkgraven Serero '77 Kishna Andersen '89 Bazoer Riedewald        |
| Bijzonderheden: | |               | | |
| | |               | | |
| Zondag 19 april 2015, 14:30 uur | AFC Ajax | 0 – 0 (0 – 0) | NAC Breda | Aanvoerder AFC Ajax : Niklas Moisander |
| Amsterdam ArenA, Amsterdam 51.596 toeschouwers Scheidsrechter: Björn Kuipers Lijnrechter: Erwin Zeinstra Lijnrechter: Richard Brondijk Vierde official: Ton Koekoek Eredivisie Speelronde 31 | |               | '70 Jelle ten Rouwelaar '90+1 Gill Swerts | Basisopstelling AFC Ajax: Cillessen; Van Rhijn, Veltman, Moisander, Riedewald; Bazoer, Klaassen, Sinkgraven; El Ghazi, Sigþórsson, Andersen Reservebank AFC Ajax: Boer, Van der Hoorn, Viergever, Serero, Kishna, Schöne, Fischer Toegepaste Wissels AFC Ajax: '64 Sigþórsson Fischer '72 Bazoer Serero '79 Sinkgraven Kishna         |
| Bijzonderheden: - Viktor Fischer maakte na ruim acht maanden blessureleed zijn rentree voor AFC Ajax. | |               | | |
| | |               | | |
| Zondag 26 april 2015, 14:30 uur | PEC Zwolle | 1 – 1 (0 – 0) | AFC Ajax | Aanvoerder AFC Ajax : Davy Klaassen |
| IJsseldeltastadion, Zwolle 12.500 toeschouwers Scheidsrechter: Eric Braamhaar Lijnrechter: Arie Brink- Lijnrechter: Hans Olde Olthof Vierde official: Jeroen Manschot Eredivisie Speelronde 32 | Jesper Drost '6 Jesper Drost '48                                                                                         |               | '33 Lucas Andersen '40 Joël Veltman '89 Kolbeinn Sigþórsson | Basisopstelling AFC Ajax: Cillessen; Tete, Veltman, Riedewald, Viergever; Bazoer, Serero, Klaassen; El Ghazi, Fischer, Andersen Reservebank AFC Ajax: Boer, Van Rhijn, Van der Hoorn, Moisander, Kishna, Schöne, Sigþórsson Toegepaste Wissels AFC Ajax: '46 Andersen Schöne '62 Fischer Sigþórsson '80 Bazoer Van der Hoorn          |
| Bijzonderheden: - Thulani Serero speelde zijn 100ste wedstrijd voor Ajax. Hij is daarmee de 155ste speler die deze mijlpaal bereikte voor de club. - Door dit gelijkspel verzekerde Ajax zich van de voorronde Champions League.                                                                                           | |               | | |
| | |               | | |
| Zondag 10 mei 2015, 14:30 uur | AFC Ajax | 3 – 0 (0 – 0) | SC Cambuur | Aanvoerder AFC Ajax : Niklas Moisander |
| Amsterdam ArenA, Amsterdam 51.140 toeschouwers Scheidsrechter: Jochem Kamphuis Lijnrechter: Bas van Dongen Lijnrechter: Nicky Siebert Vierde official: Jeroen Sanders Eredivisie Speelronde 33 | Viktor Fischer '57 Viktor Fischer '62 Lasse Schöne '83                                                                   |               | '21 Daniël de Ridder '33 Mohamed El Makrini '82 Marlon Pereira | Basisopstelling AFC Ajax: Cillessen; Tete, Veltman, Moisander, Viergever; Bazoer, Serero, Sinkgraven; El Ghazi, Fischer, Kishna Reservebank AFC Ajax: Boer, Van Rhijn, Van der Hoorn, Riedewald, Andersen, Schöne, Sigþórsson Toegepaste Wissels AFC Ajax: '69 Fischer Sigþórsson '69 Sinkgraven Schöne '79 El Ghazi Andersen         |
| Bijzonderheden: - Na afloop van de wedstrijd werd Jasper Cillessen verkozen tot Speler van het Jaar en Anwar El Ghazi tot Talent van het Jaar. - Niklas Moisander speelde zijn laatste wedstrijd voor AFC Ajax. | |               | | |
| | |               | | |
| Zondag 17 mei 2015, 14:30 uur | FC Dordrecht | 2 – 1 (0 – 0) | AFC Ajax | Aanvoerder AFC Ajax : Nicolai Boilesen |
| Riwal Hoogwerkers Stadion, Dordrecht 4.103 toeschouwers Scheidsrechter: Pol van Boekel Lijnrechter: Peter Janson Lijnrechter: Erik Kleinjan Vierde official: Siemen Mulder Eredivisie Speelronde 34 | Sean Klaiber '70 Ilias Haddad '82 Ricky van Haaren '90+1                                                                 |               | '57 Viktor Fischer '89 Jaïro Riedewald | Basisopstelling AFC Ajax: Boer; Tete, Van der Hoorn, Riedewald, Boilesen; Bazoer, Schöne, Sinkgraven; El Ghazi, Fischer, Kishna Reservebank AFC Ajax: Onana, Van Rhijn, Veltman, Viergever, Andersen, Serero, Milik Toegepaste Wissels AFC Ajax: '60 Fischer Milik '60 Sinkgraven Serero '75 Kishna Andersen                          |
| Bijzonderheden: - Diederik Boer maakte zijn debuut in de Eredivisie voor AFC Ajax. - Ajax verloor voor de eerste keer in de historie van FC Dordrecht. | |               | | |

## Statistieken AFC Ajax 2014/2015

### Tussenstand AFC Ajax in Nederlandse Eredivisie 2014/2015
| Stand | Gespeeld | Gewonnen | Gelijk | Verloren | Punten | Doelpunten voor | Doelpunten tegen | Gele kaarten | Rode kaarten |
| ----- | -------- | -------- | ------ | -------- | ------ | --------------- | ---------------- | ------------ | ------------ |
| 2e    | 34       | 21       | 8      | 5        | 71     | 69              | 29               | 37           | 1            |

### Punten, stand en doelpunten per speelronde 2014/2015
| Speelronde                            | 1  | 2  | 3  | 4  | 5  | 6  | 7  | 8  | 9  | 10 | 11 | 12 | 13 | 14 | 15 | 16 | 17 | 18 | 19 | 20 | 21 | 22 | 23 | 24 | 25 | 26 | 27 | 28 | 29 | 30 | 31 | 32 | 33 | 34 | Totaal |
| ------------------------------------- | -- | -- | -- | -- | -- | -- | -- | -- | -- | -- | -- | -- | -- | -- | -- | -- | -- | -- | -- | -- | -- | -- | -- | -- | -- | -- | -- | -- | -- | -- | -- | -- | -- | -- | ------ |
| Aantal punten per speelronde          | 3  | 3  | 0  | 0  | 3  | 3  | 3  | 1  | 1  | 3  | 3  | 3  | 3  | 1  | 3  | 3  | 3  | 3  | 1  | 0  | 0  | 3  | 3  | 1  | 3  | 3  | 3  | 3  | 1  | 3  | 1  | 1  | 3  | 0  | 71     |
| Aantal punten na speelronde           | 3  | 6  | 6  | 6  | 9  | 12 | 15 | 16 | 17 | 20 | 23 | 26 | 29 | 30 | 33 | 36 | 39 | 42 | 43 | 43 | 43 | 46 | 49 | 50 | 53 | 56 | 59 | 62 | 63 | 66 | 67 | 68 | 71 | 71 | 71     |
| Stand na speelronde                   | 1e | 2e | 3e | 7e | 5e | 2e | 2e | 2e | 2e | 2e | 2e | 2e | 2e | 2e | 2e | 2e | 2e | 2e | 2e | 2e | 2e | 2e | 2e | 2e | 2e | 2e | 2e | 2e | 2e | 2e | 2e | 2e | 2e | 2e | 2e     |
| Aantal doelpunten per speelronde      | 4  | 3  | 1  | 0  | 2  | 1  | 5  | 0  | 1  | 3  | 4  | 4  | 4  | 1  | 5  | 3  | 2  | 2  | 0  | 0  | 0  | 2  | 4  | 1  | 3  | 1  | 4  | 1  | 1  | 2  | 0  | 1  | 3  | 1  | 69     |
| Aantal tegendoelpunten per speelronde | 1  | 1  | 3  | 2  | 1  | 0  | 2  | 0  | 1  | 1  | 0  | 2  | 1  | 1  | 0  | 1  | 0  | 0  | 0  | 1  | 1  | 1  | 2  | 1  | 1  | 0  | 1  | 0  | 1  | 0  | 0  | 1  | 0  | 2  | 29     |
| Aantal gele kaarten per speelronde    | 2  | 2  | 0  | 1  | 2  | 1  | 1  | 2  | 1  | 0  | 0  | 0  | 1  | 2  | 0  | 0  | 2  | 0  | 0  | 3  | 0  | 3  | 0  | 4  | 2  | 1  | 0  | 2  | 2  | 0  | 0  | 2  | 0  | 1  | 37     |

### Statistieken seizoen 2014/2015
|                          | Vriendschappelijk | Johan Cruijff Schaal | KNVB beker | UEFA Champions League | UEFA Europa League | Nederlandse Eredivisie | Totaal    |
| ------------------------ | ----------------- | -------------------- | ---------- | --------------------- | ------------------ | ---------------------- | --------- |
| Wedstrijden              | 8 van 8           | 1 van 1              | 3 van 3    | 6 van 6               | 2 van 2            | 34 van 34              | 54 van 54 |
| Gewonnen                 | 6 van 8           | 0 van 1              | 2 van 3    | 1 van 6               | 1 van 2            | 21 van 34              | 31 van 54 |
| Gelijk                   | 1 van 8           | 0 van 1              | 0 van 3    | 2 van 6               | 0 van 2            | 8 van 34               | 11 van 54 |
| Verloren                 | 1 van 8           | 1 van 1              | 1 van 3    | 3 van 6               | 1 van 2            | 5 van 34               | 12 van 54 |
| Thuis                    | 2 van 2           | 0 van 0              | 1 van 1    | 3 van 3               | 2 van 2            | 17 van 17              | 25 van 25 |
| Uit                      | 6 van 6           | 1 van 1              | 2 van 2    | 3 van 3               | 2 van 2            | 17 van 17              | 31 van 31 |
| Gele kaarten             | –                 | 1                    | 0          | 16                    | 4                  | 37                     | 49        |
| Rode kaarten             | –                 | 0                    | 0          | 0                     | 1                  | 1                      | 2         |
| 2 × geel in 1 wedstrijd  | –                 | 0                    | 0          | 1                     | 0                  | 0                      | 1         |
| Aantal wissels toegepast | 61                | 3                    | 7          | 16                    | 12                 | 100                    | 199       |
| Doelpunten voor          | 31                | 0                    | 13         | 8                     | 6                  | 69                     | 126       |
| Doelpunten tegen         | 10                | 1                    | 4          | 10                    | 2                  | 29                     | 56        |
| Doelsaldo                | +21               | –1                   | +9         | −2                    | +4                 | +40                    | +70       |
| De nul gehouden          | 2                 | 0                    | 2          | 1                     | 2                  | 12                     | 19        |
| Strafschoppen voor       | 0                 | 0                    | 1          | 1                     | 0                  | 2                      | 4         |
| Strafschoppen tegen      | 1                 | 0                    | 0          | 0                     | 0                  | 1                      | 3         |

### Topscorers 2014/2015
| Nr.                           | Naam                          | Goal |
| ----------------------------- | ----------------------------- | ---- |
| 1.                            | Anwar El Ghazi                | 7    |
| 2.                            | Arkadiusz Milik               | 4    |
| 3.                            | Ruben Ligeon (*)              | 2    |
| 3.                            | Tobias Sana (*)               | 2    |
| 3.                            | Richairo Živković             | 2    |
| 6.                            | Nick Viergever                | 1    |
| 6.                            | Lucas Andersen                | 1    |
| 6.                            | Sheraldo Becker (*)           | 1    |
| 6.                            | Siem de Jong (*)              | 1    |
| 6.                            | Damon Mirani                  | 1    |
| 6.                            | Abdel Malek El Hasnaoui       | 1    |
| 6.                            | Davy Klaassen                 | 1    |
| 6.                            | Lerin Duarte                  | 1    |
| 6.                            | Lasse Schöne                  | 1    |
| 6.                            | Lesly de Sa (*)               | 1    |
| 6.                            | Ricardo Kishna                | 1    |
| 6.                            | Kolbeinn Sigþórsson           | 1    |
| 6.                            | Danny Bakker                  | 1    |
| Eigen doelpunten tegenstander | Eigen doelpunten tegenstander | 1    |
| Totaal                        | Totaal                        | 31   |

| Nr.                           | Naam                          | Goal |
| ----------------------------- | ----------------------------- | ---- |
| 1.                            | - -                           | -    |
| Eigen doelpunten tegenstander | Eigen doelpunten tegenstander | -    |
| Totaal                        | Totaal                        | -    |

| Nr.                           | Naam                          | Goal |
| ----------------------------- | ----------------------------- | ---- |
| 1.                            | Arkadiusz Milik               | 11   |
| 2.                            | Anwar El Ghazi                | 9    |
| 3.                            | Lasse Schöne                  | 8    |
| 4.                            | Kolbeinn Sigþórsson           | 7    |
| 5.                            | Davy Klaassen                 | 6    |
| 6.                            | Ricardo Kishna                | 5    |
| 7.                            | Joël Veltman                  | 4    |
| 8.                            | Viktor Fischer                | 3    |
| 9.                            | Ricardo van Rhijn             | 2    |
| 9.                            | Mike van der Hoorn            | 2    |
| 9.                            | Nick Viergever                | 2    |
| 9.                            | Lucas Andersen                | 2    |
| 12.                           | Thulani Serero                | 1    |
| 12.                           | Richairo Živković             | 1    |
| 12.                           | Riechedly Bazoer              | 1    |
| Eigen doelpunten tegenstander | Eigen doelpunten tegenstander | 5    |
| Totaal                        | Totaal                        | 69   |

| Nr.                           | Naam                          | Goal |
| ----------------------------- | ----------------------------- | ---- |
| 1.                            | Lasse Schöne                  | 3    |
| 2.                            | Davy Klaassen                 | 1    |
| 3.                            | Anwar El Ghazi                | 1    |
| 3.                            | Lucas Andersen                | 1    |
| 3.                            | Arkadiusz Milik               | 1    |
| Eigen doelpunten tegenstander | Eigen doelpunten tegenstander | -    |
| Totaal                        | Totaal                        | 8    |

| Nr.                           | Naam                          | Goal |
| ----------------------------- | ----------------------------- | ---- |
| 1.                            | Arkadiusz Milik               | 3    |
| 2.                            | Nick Viergever                | 1    |
| 2.                            | Riechedly Bazoer              | 1    |
| 2.                            | Mike van der Hoorn            | 1    |
| Eigen doelpunten tegenstander | Eigen doelpunten tegenstander | -    |
| Totaal                        | Totaal                        | 6    |

| Nr.                           | Naam                          | Goal |
| ----------------------------- | ----------------------------- | ---- |
| 1.                            | Arkadiusz Milik               | 8    |
| 2.                            | Lucas Andersen                | 1    |
| 2.                            | Ricardo Kishna                | 1    |
| 2.                            | Queensy Menig                 | 1    |
| 2.                            | Lerin Duarte                  | 1    |
| 2.                            | Richairo Živković             | 1    |
| Eigen doelpunten tegenstander | Eigen doelpunten tegenstander | -    |
| Totaal                        | Totaal                        | 13   |

- (*) Speler is inmiddels vertrokken bij AFC Ajax.

### Assists 2014/2015
| Nr.    | Naam   | Assist |
| ------ | ------ | ------ |
| 1.     | - -    | -      |
| Totaal | Totaal | -      |

| Nr.    | Naam                | Assist |
| ------ | ------------------- | ------ |
| 1.     | Davy Klaassen       | 9      |
| 1.     | Lasse Schöne        | 9      |
| 3.     | Anwar El Ghazi      | 8      |
| 4.     | Ricardo Kishna      | 6      |
| 5.     | Arkadiusz Milik     | 4      |
| 5.     | Daley Sinkgraven    | 4      |
| 7.     | Lucas Andersen      | 3      |
| 7.     | Nicolai Boilesen    | 3      |
| 9.     | Kolbeinn Sigþórsson | 2      |
| 10.    | Ruben Ligeon (*)    | 1      |
| 10.    | Daley Blind (*)     | 1      |
| 10.    | Ricardo van Rhijn   | 1      |
| 10.    | Richairo Živković   | 1      |
| Totaal | Totaal              | 52     |

| Nr.    | Naam            | Assist |
| ------ | --------------- | ------ |
| 1.     | Ricardo Kishna  | 2      |
| 2.     | Arkadiusz Milik | 1      |
| 2.     | Davy Klaassen   | 1      |
| Totaal | Totaal          | 1      |

- (*) Speler is inmiddels vertrokken bij AFC Ajax.

## Prijzen en records 2014/2015
| Competitie             | Status                                                            |
| ---------------------- | ----------------------------------------------------------------- |
| / Vriendschappelijk    | Volgende tegenstander: -                                          |
| Johan Cruijff Schaal   | Verloren van PEC Zwolle                                           |
| KNVB beker             | Achtste finale, verloren van Vitesse                              |
| UEFA Champions League  | Geëindigd als Derde in Poule F, geplaatst voor UEFA Europa League |
| UEFA Europa League     | Laatste 16, volgende tegenstander: Dnipro Dnipropetrovsk          |
| Nederlandse Eredivisie | Volgende tegenstander: SC Heerenveen                              |

| Omschrijving                  | Competitie             | Wedstrijd ( uitslag )                                                                                         |
| ----------------------------- | ---------------------- | --- |
| Grootste Overwinning          | / Vriendschappelijk    | SDC Putten – AFC Ajax ( 1 – 13 )                                                                              |
| Grootste Overwinning          | Johan Cruijff Schaal   | – |
| Grootste Overwinning          | KNVB beker             | JOS Watergraafsmeer – AFC Ajax ( 0 – 9 )                                                                      |
| Grootste Overwinning          | UEFA Champions League  | AFC Ajax – APOEL Nicosia ( 4 – 0 )                                                                            |
| Grootste Overwinning          | UEFA Europa League     | AFC Ajax – Legia Warschau ( 1 – 0 )                                                                           |
| Grootste Overwinning          | Nederlandse Eredivisie | AFC Ajax - Willem II ( 5 – 0 )                                                                                |
| Grootste Nederlaag            | / Vriendschappelijk    | Jong Benfica – AFC Ajax ( 4 – 3 )                                                                             |
| Grootste Nederlaag            | Johan Cruijff Schaal   | PEC Zwolle – AFC Ajax ( 1 – 0 )                                                                               |
| Grootste Nederlaag            | KNVB beker             | AFC Ajax – Vitesse ( 0 – 4 )                                                                                  |
| Grootste Nederlaag            | UEFA Champions League  | FC Barcelona - AFC Ajax ( 3 – 1 ) Paris Saint-Germain - AFC Ajax ( 3 – 1 )                                    |
| Grootste Nederlaag            | UEFA Europa League     | – |
| Grootste Nederlaag            | Nederlandse Eredivisie | AFC Ajax - PSV ( 1 – 3 )                                                                                      |
| Meest Doelpuntrijke Wedstrijd | / Vriendschappelijk    | SDC Putten – AFC Ajax ( 1 – 13 )                                                                              |
| Meest Doelpuntrijke Wedstrijd | Johan Cruijff Schaal   | PEC Zwolle – AFC Ajax ( 1 – 0 )                                                                               |
| Meest Doelpuntrijke Wedstrijd | KNVB beker             | JOS Watergraafsmeer – AFC Ajax ( 0 – 9 )                                                                      |
| Meest Doelpuntrijke Wedstrijd | UEFA Champions League  | FC Barcelona - AFC Ajax ( 3 – 1 ) Paris Saint-Germain - AFC Ajax ( 3 – 1 ) AFC Ajax – APOEL Nicosia ( 4 – 0 ) |
| Meest Doelpuntrijke Wedstrijd | UEFA Europa League     | AFC Ajax – Legia Warschau ( 1 – 0 )                                                                           |
| Meest Doelpuntrijke Wedstrijd | Nederlandse Eredivisie | AFC Ajax - Vitesse ( 4 - 1 ) AFC Ajax - Willem II ( 5 – 0 )                                                   |

| Prijzen \| - \| - \| |   |
| -                    | - |

## Selectie 2014/2015
| Nummer          | Nationaliteit        | Naam                | Contract tot | Geboortedatum     | Geboorteplaats (land van herkomst)   | Vorige club (land)                    | Officiële debuut AFC Ajax (debuutwedstrijd)           | Eerste officiële doelpunt AFC Ajax (wedstrijd)   |
| --------------- | -------------------- | ------------------- | ------------ | ----------------- | ------------------------------------ | ------------------------------------- | ----------------------------------------------------- | ------------------------------------------------ |
| Doelverdediging |                      |                     |              |                   |                                      |                                       |                                                       |                                                  |
| 1               | Vlag van Nederland   | Jasper Cillessen    | 30 juni 2018 | 22 april 1989     | Groesbeek ( Nederland )              | N.E.C. ( Nederland )                  | 21 september 2011 ( vv Noordwijk - AFC Ajax )         | - - ( - )                                        |
| 31              | Vlag van Nederland   | Peter Leeuwenburgh  | 30 juni 2018 | 23 maart 1994     | Heinenoord ( Nederland )             | Jeugdopleiding AFC Ajax ( Nederland ) | - - ( - )                                             | - - ( - )                                        |
| 33              | Vlag van Nederland   | Diederik Boer       | 30 juni 2017 | 24 september 1980 | Emmeloord ( Nederland )              | PEC Zwolle ( Nederland )              | 24 september 2014 ( JOS Watergraafsmeer - AFC Ajax )  | - - ( - )                                        |
| Verdediging     |                      |                     |              |                   |                                      |                                       |                                                       |                                                  |
| 2               | Vlag van Nederland   | Ricardo van Rhijn   | 30 juni 2018 | 13 juni 1991      | Leiden ( Nederland )                 | Jeugdopleiding AFC Ajax ( Nederland ) | 21 september 2011 ( vv Noordwijk - AFC Ajax )         | 14 februari 2013 ( AFC Ajax - Steaua Boekarest ) |
| 3               | Vlag van Nederland   | Joël Veltman        | 30 juni 2018 | 15 januari 1992   | IJmuiden ( Nederland )               | Jeugdopleiding AFC Ajax ( Nederland ) | 12 augustus 2012 ( N.E.C. - AFC Ajax )                | 2 maart 2014 ( Feyenoord - AFC Ajax )            |
| 4               | Vlag van Finland     | Niklas Moisander    | 30 juni 2015 | 29 september 1985 | Turku ( Finland )                    | AZ ( Nederland )                      | 25 augustus 2012 ( AFC Ajax - NAC Breda )             | 25 augustus 2012 ( AFC Ajax - NAC Breda )        |
| 5               | Vlag van Denemarken  | Nicolai Boilesen    | 30 juni 2016 | 16 februari 1992  | Ballerup ( Denemarken )              | Jeugdopleiding AFC Ajax ( Nederland ) | 3 april 2011 ( AFC Ajax - Heracles Almelo )           | 10 november 2013 ( N.E.C. - AFC Ajax )           |
| 6               | Vlag van Nederland   | Mike van der Hoorn  | 30 juni 2017 | 15 oktober 1992   | Almere ( Nederland )                 | FC Utrecht ( Nederland )              | 18 augustus 2013 (AFC Ajax - Feyenoord)               | 10 augustus 2014 ( AFC Ajax - Vitesse )          |
| 12              | Vlag van Nederland   | Jaïro Riedewald     | 30 juni 2019 | 9 september 1996  | Amsterdam ( Nederland )              | Jeugdopleiding AFC Ajax ( Nederland ) | 19 december 2013 ( V.V. IJsselmeervogels - AFC Ajax ) | 22 december 2013 ( Roda JC - AFC Ajax )          |
| 23              | Vlag van Nederland   | Kenny Tete          | 30 juni 2018 | 9 oktober 1995    | Amsterdam ( Nederland )              | Jeugdopleiding AFC Ajax ( Nederland ) | 5 februari 2015 ( AFC Ajax - AZ )                     | - - ( - )                                        |
| 26              | Vlag van Nederland   | Nick Viergever      | 30 juni 2018 | 3 augustus 1989   | Capelle aan den IJssel ( Nederland ) | AZ ( Nederland )                      | 3 augustus 2014 ( PEC Zwolle - AFC Ajax )             | 10 augustus 2014 ( AFC Ajax - Vitesse )          |
| Middenveld      |                      |                     |              |                   |                                      |                                       |                                                       |                                                  |
| 8               | Vlag van Nederland   | Daley Sinkgraven    | 30 juni 2019 | 4 juli 1995       | Assen ( Nederland )                  | sc Heerenveen ( Nederland )           | 5 februari 2015 ( AFC Ajax - AZ )                     | - - ( - )                                        |
| 10              | Vlag van Nederland   | Davy Klaassen       | 30 juni 2018 | 21 februari 1993  | Hilversum ( Nederland )              | Jeugdopleiding AFC Ajax ( Nederland ) | 22 november 2011 ( Olympique Lyonnais - AFC Ajax )    | 27 november 2011 ( N.E.C. - AFC Ajax )           |
| 16              | Vlag van Denemarken  | Lucas Andersen      | 30 juni 2018 | 13 september 1994 | Aalborg ( Denemarken )               | Aalborg BK ( Denemarken )             | 8 december 2012 ( AFC Ajax - FC Groningen )           | 26 september 2013 ( AFC Ajax - FC Volendam )     |
| 25              | Vlag van Zuid-Afrika | Thulani Serero      | 30 juni 2017 | 11 april 1990     | Johannesburg ( Zuid-Afrika )         | Ajax Cape Town ( Zuid-Afrika )        | 7 augustus 2011 ( De Graafschap - AFC Ajax )          | 25 augustus 2012 ( AFC Ajax - NAC Breda )        |
| 27              | Vlag van Nederland   | Riechedly Bazoer    | 30 juni 2020 | 12 oktober 1996   | Utrecht ( Nederland )                | PSV ( Nederland )                     | 28 oktober 2014 ( SV Urk - AFC Ajax )                 | - - ( - )                                        |
| 32              | Vlag van Denemarken  | Niki Zimling        | 30 juni 2015 | 19 april 1985     | Tårnby ( Denemarken )                | FSV Mainz ( Duitsland )               | 13 september 2014 ( AFC Ajax - Heracles Almelo )      | - - ( - )                                        |
| Aanval          |                      |                     |              |                   |                                      |                                       |                                                       |                                                  |
| 7               | Vlag van Denemarken  | Viktor Fischer      | 30 juni 2017 | 9 juni 1994       | Aarhus ( Denemarken )                | Jeugdopleiding AFC Ajax ( Nederland ) | 5 augustus 2012 ( PSV - AFC Ajax )                    | 31 oktober 2012 ( ONS Sneek - AFC Ajax )         |
| 9               | Vlag van IJsland     | Kolbeinn Sigþórsson | 30 juni 2016 | 14 maart 1990     | Reykjavik ( IJsland )                | AZ ( Nederland )                      | 30 juli 2011 ( FC Twente - AFC Ajax )                 | 14 augustus 2011 ( Ajax - SC Heerenveen )        |
| 11              | Vlag van Nederland   | Ricardo Kishna      | 30 juni 2016 | 4 januari 1995    | Den Haag ( Nederland )               | Jeugdopleiding AFC Ajax ( Nederland ) | 20 februari 2014 (AFC Ajax - Red Bull Salzburg)       | 23 februari 2014 (AFC Ajax - AZ)                 |
| 18              | Vlag van Kroatië     | Robert Murić        | 30 juni 2018 | 12 maart 1996     | Varaždin ( Kroatië )                 | Dinamo Zagreb ( Kroatië )             | - - ( - )                                             | - - ( - )                                        |
| 19              | Vlag van Polen       | Arkadiusz Milik     | 30 juni 2019 | 28 februari 1994  | Tychy ( Polen )                      | Bayer Leverkusen ( Duitsland )        | 3 augustus 2014 ( PEC Zwolle - AFC Ajax )             | 13 augustus 2014 ( AFC Ajax - Heracles Almelo )  |
| 20              | Vlag van Denemarken  | Lasse Schöne        | 30 juni 2017 | 27 mei 1986       | Glostrup ( Denemarken )              | N.E.C. ( Nederland )                  | 5 augustus 2012 ( PSV - AFC Ajax )                    | 15 september 2012 ( AFC Ajax - RKC Waalwijk )    |
| 21              | Vlag van Nederland   | Anwar El Ghazi      | 30 juni 2019 | 3 mei 1995        | Barendrecht ( Nederland )            | Sparta Rotterdam ( Nederland )        | 3 augustus 2014 ( PEC Zwolle - AFC Ajax )             | 17 augustus 2014 ( AZ - AFC Ajax )               |
| 30              | Vlag van Nederland   | Richairo Živković   | 30 juni 2019 | 5 september 1996  | Assen ( Nederland )                  | FC Groningen ( Nederland )            | 28 oktober 2014 ( SV Urk - AFC Ajax )                 | 28 oktober 2014 ( SV Urk - AFC Ajax )            |

Laatst bijgewerkt: 25 april  2015

## Technische/medische staf 2014/2015
| Functie                | Naam              |
| ---------------------- | ----------------- |
| Hoofdtrainer           | Frank de Boer     |
| Assistent-trainer      | Hennie Spijkerman |
| Assistent-trainer      | Dennis Bergkamp   |
| Keeperstrainer         | Carlo l'Ami       |
| Hoofd jeugdopleidingen | Wim Jonk          |

| Functie                        | Naam                |
| ------------------------------ | ------------------- |
| Manager physical performance   | Gavin Benjafield    |
| Sportarts physical performance | Bas Peijs           |
| Sportarts physical performance | Don de Winter       |
| Fysiotherapeut                 | Ralph van der Horst |
| Fysiotherapeut                 | Pim van Dord        |
| Fysiotherapeut                 | Frank van Deursen   |
| Conditie/hersteltrainer        | Björn Rekelhof      |
| Masseur/pedicure               | Freddy Pijlo        |

| Functie           | Naam            |
| ----------------- | --------------- |
| Team manager      | Tjerk Smeets    |
| Spelersbegeleider | Herman Pinkster |
| Persvoorlichter   | Miel Brinkhuis  |

## Bestuur 2014/2015
| Functie                | Naam               |
| ---------------------- | ------------------ |
| Algemeen directeur     | Michael Kinsbergen |
| Directeur voetbalzaken | Marc Overmars      |
| Directeur marketing    | Edwin van der Sar  |
| Financieel directeur   | Jeroen Slop        |

| Functie               | Naam                |
| --------------------- | ------------------- |
| President-commissaris | Hans Wijers         |
| Commissaris           | Theo van Duivenbode |
| Commissaris           | Leo van Wijk        |
| Commissaris           | Dolf Collee         |
| Commissaris           | Ernst Ligthart      |

| Functie    | Naam              |
| ---------- | ----------------- |
| Voorzitter | Hennie Henrichs   |
| Lid        | Jan Buskermolen   |
| Lid        | Cees Vervoorn     |
| Lid        | Ronald Pieloor    |
| Lid        | Tonny Bruins Slot |
| Lid        | Dick Schoenaker   |
| Lid        | Maarten Oldenhof  |

## Transfers 2014/2015
- In het onderstaande overzicht zijn ook spelers opgenomen uit diverse jeugdelftallen van AFC Ajax.

| Aangetrokken \| \| Naam \| Positie \| Oude club \| Land \| Periode \| Transfersom \| \| \| Transfers \| Transfers \| Transfers \| Transfers \| Transfers \| Transfers \| \| \| ------------------- \| ------------ \| ------------------------ \| ----------- \| --------- \| ---------------------------------------- \| \| \| Daley Sinkgraven \| Middenvelder \| SC Heerenveen \| Nederland \| Winter \| € 6.500.000 \| \| \| André Onana \| Doelman \| FC Barcelona \| Spanje \| Winter \| NNB \| \| \| Richairo Živković \| Aanvaller \| FC Groningen \| Nederland \| Zomer \| € 2.500.000 \| \| \| Nick Viergever \| Verdediger \| AZ \| Nederland \| Zomer \| circa € 2.000.000 \| \| \| Diederik Boer \| Doelman \| PEC Zwolle \| Nederland \| Zomer \| NNB \| \| \| Robert Murić \| Aanvaller \| GNK Dinamo Zagreb \| Kroatië \| Zomer \| Transfervrij \| \| \| Huur \| \| \| \| \| \| \| \| Arkadiusz Milik \| Aanvaller \| Bayer 04 Leverkusen \| Duitsland \| Zomer \| 1-jarige overeenkomst met optie tot koop \| \| \| Niki Zimling \| Middenvelder \| FSV Mainz \| Duitsland \| Zomer \| 1-jarige overeenkomst met optie tot koop \| \| \| Einde Verhuur \| \| \| \| \| \| \| \| Fabian Sporkslede \| Middenvelder \| Willem II \| Nederland \| Winter \| Huur overeenstemming beëindigt \| \| \| Mitchell Dijks \| Verdediger \| sc Heerenveen \| Nederland \| Zomer \| - \| \| \| Gino van Kessel \| Aanvaller \| AS Trenčín \| Slowakije \| Zomer \| - \| \| \| Jody Lukoki \| Aanvaller \| SC Cambuur \| Nederland \| Zomer \| - \| \| \| Joeri de Kamps \| Middenvelder \| sc Heerenveen \| Nederland \| Zomer \| - \| \| \| Ilan Boccara \| Middenvelder \| Évian Thonon Gaillard FC \| Frankrijk \| Zomer \| - \| \| \| Danzell Gravenberch \| Verdediger \| N.E.C. \| Nederland \| Zomer \| - \| \| \| Geoffrey Castillion \| Aanvaller \| N.E.C. \| Nederland \| Zomer \| - \| \| \| Danny Hoesen \| Aanvaller \| PAOK Saloniki \| Griekenland \| Zomer \| - \| |                     |              |                          |             |         |                                          |
| | Naam                | Positie      | Oude club                | Land        | Periode | Transfersom                              |
| | Transfers           |              |                          |             |         |                                          |
| Vlag van Nederland | Daley Sinkgraven    | Middenvelder | SC Heerenveen            | Nederland   | Winter  | € 6.500.000                              |
| Vlag van Kameroen | André Onana         | Doelman      | FC Barcelona             | Spanje      | Winter  | NNB                                      |
| Vlag van Nederland | Richairo Živković   | Aanvaller    | FC Groningen             | Nederland   | Zomer   | € 2.500.000                              |
| Vlag van Nederland | Nick Viergever      | Verdediger   | AZ                       | Nederland   | Zomer   | circa € 2.000.000                        |
| Vlag van Nederland | Diederik Boer       | Doelman      | PEC Zwolle               | Nederland   | Zomer   | NNB                                      |
| Vlag van Kroatië | Robert Murić        | Aanvaller    | GNK Dinamo Zagreb        | Kroatië     | Zomer   | Transfervrij                             |
| | Huur                |              |                          |             |         |                                          |
| Vlag van Polen | Arkadiusz Milik     | Aanvaller    | Bayer 04 Leverkusen      | Duitsland   | Zomer   | 1-jarige overeenkomst met optie tot koop |
| Vlag van Denemarken | Niki Zimling        | Middenvelder | FSV Mainz                | Duitsland   | Zomer   | 1-jarige overeenkomst met optie tot koop |
| | Einde Verhuur       |              |                          |             |         |                                          |
| Vlag van Nederland | Fabian Sporkslede   | Middenvelder | Willem II                | Nederland   | Winter  | Huur overeenstemming beëindigt           |
| Vlag van Nederland | Mitchell Dijks      | Verdediger   | sc Heerenveen            | Nederland   | Zomer   | -                                        |
| Vlag van Nederland | Gino van Kessel     | Aanvaller    | AS Trenčín               | Slowakije   | Zomer   | -                                        |
| Vlag van Congo-Kinshasa | Jody Lukoki         | Aanvaller    | SC Cambuur               | Nederland   | Zomer   | -                                        |
| Vlag van Nederland | Joeri de Kamps      | Middenvelder | sc Heerenveen            | Nederland   | Zomer   | -                                        |
| Vlag van Nederland | Ilan Boccara        | Middenvelder | Évian Thonon Gaillard FC | Frankrijk   | Zomer   | -                                        |
| Vlag van Nederland | Danzell Gravenberch | Verdediger   | N.E.C.                   | Nederland   | Zomer   | -                                        |
| Vlag van Nederland | Geoffrey Castillion | Aanvaller    | N.E.C.                   | Nederland   | Zomer   | -                                        |
| Vlag van Nederland | Danny Hoesen        | Aanvaller    | PAOK Saloniki            | Griekenland | Zomer   | -                                        |

| Vertrokken \| \| Naam \| Positie \| Nieuwe club \| Land \| Periode \| Transfersom \| \| \| Transfers \| Transfers \| Transfers \| Transfers \| Transfers \| Transfers \| \| \| --------------------- \| ----------------------- \| ---------------------- \| ---------------- \| --------- \| ------------------ \| \| \| Ilan Boccara \| Middenvelder \| Hapoel Kfar Saba \| Israël \| Winter \| Contract ontbonden \| \| \| Robert van Koesveld \| Verdediger \| SC Heerenveen \| Nederland \| Winter \| NNB \| \| \| Tobias Sana \| Aanvaller \| Malmö FF \| Zweden \| Winter \| Transfervrij \| \| \| Stefano Denswil \| Verdediger \| Club Brugge \| België \| Winter \| Transfervrij \| \| \| Daley Blind \| Verdediger/Middenvelder \| Manchester United \| Engeland \| Zomer \| € 17.500.000 \| \| \| Siem de Jong \| Aanvaller \| Newcastle United \| Engeland \| Zomer \| circa € 7.000.000 \| \| \| Danny Hoesen \| Aanvaller \| FC Groningen \| Nederland \| Zomer \| circa € 1.500.000 \| \| \| Kenneth Vermeer \| Doelman \| Feyenoord \| Nederland \| Zomer \| circa € 1.000.000 \| \| \| Djavan Anderson \| Verdediger \| AZ \| Nederland \| Zomer \| circa € 200.000 \| \| \| Timothy Fosu-Mensah \| Verdediger \| Manchester United \| Engeland \| Zomer \| circa € 130.000 \| \| \| Javairô Dilrosun \| Aanvaller \| Manchester City FC \| Engeland \| Zomer \| circa € 130.000 \| \| \| Mink Peeters \| Aanvaller \| Real Madrid \| Spanje \| Zomer \| circa € 110.000 \| \| \| Jody Lukoki \| Aanvaller \| PEC Zwolle \| Nederland \| Zomer \| NNB \| \| \| Chengkuai Wang \| Middenvelder \| SC Coimbrões \| Portugal \| Zomer \| NNB \| \| \| Joeri de Kamps \| Middenvelder \| NAC Breda \| Nederland \| Zomer \| Transfervrij \| \| \| Christian Poulsen \| Middenvelder \| FC Kopenhagen \| Denemarken \| Zomer \| Transfervrij \| \| \| Emran Barakzai \| Middenvelder \| DVS '33 \| Nederland \| Zomer \| Transfervrij \| \| \| Danzell Gravenberch \| Verdediger \| U Cluj \| Roemenië \| Zomer \| NNB \| \| \| Branco van den Boomen \| Middenvelder \| FC Eindhoven \| Nederland \| Zomer \| Transfervrij \| \| \| Derwin Martina \| Verdediger \| RKC Waalwijk \| Nederland \| Zomer \| Transfervrij \| \| \| Maurits Schmitz \| Doelman \| Ajax Zaterdag \| Nederland \| Zomer \| Transfervrij \| \| \| Geoffrey Castillion \| Aanvaller \| New England Revolution \| Verenigde Staten \| Zomer \| Transfervrij \| \| \| Jordi Bitter \| Aanvaller \| Almere City FC \| Nederland \| Zomer \| Transfervrij \| \| \| Nick de Bondt \| Aanvaller \| Go Ahead Eagles \| Nederland \| Zomer \| Transfervrij \| \| \| Sven Nieuwpoort \| Verdediger \| Go Ahead Eagles \| Nederland \| Zomer \| Transfervrij \| \| \| Gino van Kessel \| Aanvaller \| Arles-Avignon \| Frankrijk \| Zomer \| Transfervrij \| \| \| Mitchell Dijks \| Verdediger \| Willem II \| Nederland \| Zomer \| Transfervrij \| \| \| Einde Huur \| \| \| \| \| \| \| \| Bojan Krkić \| Aanvaller \| FC Barcelona \| Spanje \| Zomer \| - \| \| \| Stanislav Lobotka \| Middenvelder \| AS Trenčín \| Slowakije \| Zomer \| - \| \| \| Verhuur \| \| \| \| \| \| \| \| Lerin Duarte \| Middenvelder \| SC Heerenveen \| Nederland \| Winter \| - \| \| \| Ruben Ligeon \| Verdediger \| NAC Breda \| Nederland \| Winter \| - \| \| \| Sheraldo Becker \| Aanvaller \| PEC Zwolle \| Nederland \| Winter \| - \| \| \| Mickey van der Hart \| Doelman \| Go Ahead Eagles \| Nederland \| Zomer \| - \| \| \| Dejan Meleg \| Middenvelder \| SC Cambuur \| Nederland \| Zomer \| - \| \| \| Fabian Sporkslede \| Middenvelder \| Willem II \| Nederland \| Zomer \| - \| \| \| Lesly de Sa \| Aanvaller \| Go Ahead Eagles \| Nederland \| Zomer \| - \| \| \| Bas Kuipers \| Verdediger \| SBV Excelsior \| Nederland \| Zomer \| - \| |                       |                         |                        |                  |         |                    |
| | Naam                  | Positie                 | Nieuwe club            | Land             | Periode | Transfersom        |
| | Transfers             |                         |                        |                  |         |                    |
| Vlag van Nederland | Ilan Boccara          | Middenvelder            | Hapoel Kfar Saba       | Israël           | Winter  | Contract ontbonden |
| Vlag van Nederland | Robert van Koesveld   | Verdediger              | SC Heerenveen          | Nederland        | Winter  | NNB                |
| Vlag van Zweden | Tobias Sana           | Aanvaller               | Malmö FF               | Zweden           | Winter  | Transfervrij       |
| Vlag van Nederland | Stefano Denswil       | Verdediger              | Club Brugge            | België           | Winter  | Transfervrij       |
| Vlag van Nederland | Daley Blind           | Verdediger/Middenvelder | Manchester United      | Engeland         | Zomer   | € 17.500.000       |
| Vlag van Nederland | Siem de Jong          | Aanvaller               | Newcastle United       | Engeland         | Zomer   | circa € 7.000.000  |
| Vlag van Nederland | Danny Hoesen          | Aanvaller               | FC Groningen           | Nederland        | Zomer   | circa € 1.500.000  |
| Vlag van Nederland | Kenneth Vermeer       | Doelman                 | Feyenoord              | Nederland        | Zomer   | circa € 1.000.000  |
| Vlag van Nederland | Djavan Anderson       | Verdediger              | AZ                     | Nederland        | Zomer   | circa € 200.000    |
| Vlag van Nederland | Timothy Fosu-Mensah   | Verdediger              | Manchester United      | Engeland         | Zomer   | circa € 130.000    |
| Vlag van Nederland | Javairô Dilrosun      | Aanvaller               | Manchester City FC     | Engeland         | Zomer   | circa € 130.000    |
| Vlag van Nederland | Mink Peeters          | Aanvaller               | Real Madrid            | Spanje           | Zomer   | circa € 110.000    |
| Vlag van Congo-Kinshasa | Jody Lukoki           | Aanvaller               | PEC Zwolle             | Nederland        | Zomer   | NNB                |
| Vlag van China | Chengkuai Wang        | Middenvelder            | SC Coimbrões           | Portugal         | Zomer   | NNB                |
| Vlag van Nederland | Joeri de Kamps        | Middenvelder            | NAC Breda              | Nederland        | Zomer   | Transfervrij       |
| Vlag van Denemarken | Christian Poulsen     | Middenvelder            | FC Kopenhagen          | Denemarken       | Zomer   | Transfervrij       |
| Vlag van Afghanistan | Emran Barakzai        | Middenvelder            | DVS '33                | Nederland        | Zomer   | Transfervrij       |
| Vlag van Nederland | Danzell Gravenberch   | Verdediger              | U Cluj                 | Roemenië         | Zomer   | NNB                |
| Vlag van Nederland | Branco van den Boomen | Middenvelder            | FC Eindhoven           | Nederland        | Zomer   | Transfervrij       |
| Vlag van Nederland | Derwin Martina        | Verdediger              | RKC Waalwijk           | Nederland        | Zomer   | Transfervrij       |
| Vlag van Nederland | Maurits Schmitz       | Doelman                 | Ajax Zaterdag          | Nederland        | Zomer   | Transfervrij       |
| Vlag van Nederland | Geoffrey Castillion   | Aanvaller               | New England Revolution | Verenigde Staten | Zomer   | Transfervrij       |
| Vlag van Nederland | Jordi Bitter          | Aanvaller               | Almere City FC         | Nederland        | Zomer   | Transfervrij       |
| Vlag van Nederland | Nick de Bondt         | Aanvaller               | Go Ahead Eagles        | Nederland        | Zomer   | Transfervrij       |
| Vlag van Nederland | Sven Nieuwpoort       | Verdediger              | Go Ahead Eagles        | Nederland        | Zomer   | Transfervrij       |
| Vlag van Nederland | Gino van Kessel       | Aanvaller               | Arles-Avignon          | Frankrijk        | Zomer   | Transfervrij       |
| Vlag van Nederland | Mitchell Dijks        | Verdediger              | Willem II              | Nederland        | Zomer   | Transfervrij       |
| | Einde Huur            |                         |                        |                  |         |                    |
| Vlag van Spanje | Bojan Krkić           | Aanvaller               | FC Barcelona           | Spanje           | Zomer   | -                  |
| Vlag van Slowakije | Stanislav Lobotka     | Middenvelder            | AS Trenčín             | Slowakije        | Zomer   | -                  |
| | Verhuur               |                         |                        |                  |         |                    |
| Vlag van Nederland | Lerin Duarte          | Middenvelder            | SC Heerenveen          | Nederland        | Winter  | -                  |
| Vlag van Nederland | Ruben Ligeon          | Verdediger              | NAC Breda              | Nederland        | Winter  | -                  |
| Vlag van Nederland | Sheraldo Becker       | Aanvaller               | PEC Zwolle             | Nederland        | Winter  | -                  |
| Vlag van Nederland | Mickey van der Hart   | Doelman                 | Go Ahead Eagles        | Nederland        | Zomer   | -                  |
| Vlag van Servië | Dejan Meleg           | Middenvelder            | SC Cambuur             | Nederland        | Zomer   | -                  |
| Vlag van Nederland | Fabian Sporkslede     | Middenvelder            | Willem II              | Nederland        | Zomer   | -                  |
| Vlag van Nederland | Lesly de Sa           | Aanvaller               | Go Ahead Eagles        | Nederland        | Zomer   | -                  |
| Vlag van Nederland | Bas Kuipers           | Verdediger              | SBV Excelsior          | Nederland        | Zomer   | -                  |